# Volapük
Cette page contient des caractères spéciaux ou non latins. S’ils s’affichent mal (▯, ?, etc.), consultez la page d’aide Unicode.
Vous lisez un « article de qualité » labellisé en 2016.

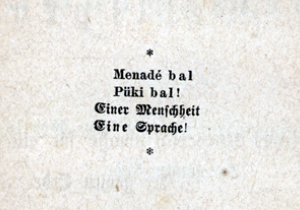
Devise du volapük au frontispice du premier livre que lui consacre Johann Martin Schleyer : Menadé bal, püki bal!, Pour une seule humanité, une seule langue !

Le volapük (/volɑˈpyk/) ou volapuk est une langue construite créée en 1879-1880 par Johann Martin Schleyer, un prêtre catholique allemand, qui lors d'une insomnie sentit que Dieu lui commandait de créer une langue auxiliaire internationale. Des congrès de volapük eurent lieu en 1884 (Friedrichshafen), 1887 (Munich) et 1889 (Paris). Après un rapide développement (il y aurait eu un million de volapükistes en 1889), la langue perd vite un grand nombre de locuteurs au profit de l'espéranto. Malgré cela, le volapük survit, réformé dans les années 1920 sous l'impulsion d'Arie de Jong. Aujourd'hui, il existe quelques dizaines de volapükistes, actifs surtout sur internet.
Le volapük peut se définir comme une langue agglutinante à structure d'actance accusative. Du point de vue de la syntaxe, elle fait partie du type sujet — verbe — objet, mais la présence de cas morphologiques (nominatif, accusatif, génitif et datif ; un prédicatif, peu usité, existe néanmoins) lui donne une certaine souplesse ; c'est enfin une langue centrifuge (par exemple, l'adjectif viendra immédiatement après le nom qu'il qualifie).
Au niveau de la typologie des langues construites, c'est une langue auxiliaire internationale (à l'origine tout du moins, car aujourd'hui toute prétention politique est abandonnée par les volapükistes), mixte (c'est-à-dire que sa grammaire et son vocabulaire s'inspirent des langues naturelles tout en y intégrant de forts aspects artificiels), à racines naturelles déformées (elle s'oppose donc aux langues qui intègrent des racines telles qu'elles sont dans les langues naturelles, ou presque, et à celles qui les créent ex nihilo), dérivative (d'une racine empruntée elle crée un champ lexical par dérivation) et schématique (elle s'oppose ainsi aux langues naturalistes qui sont beaucoup moins régulières).

## Histoire

### Période classique

#### Naissance du volapük (1878-1880)

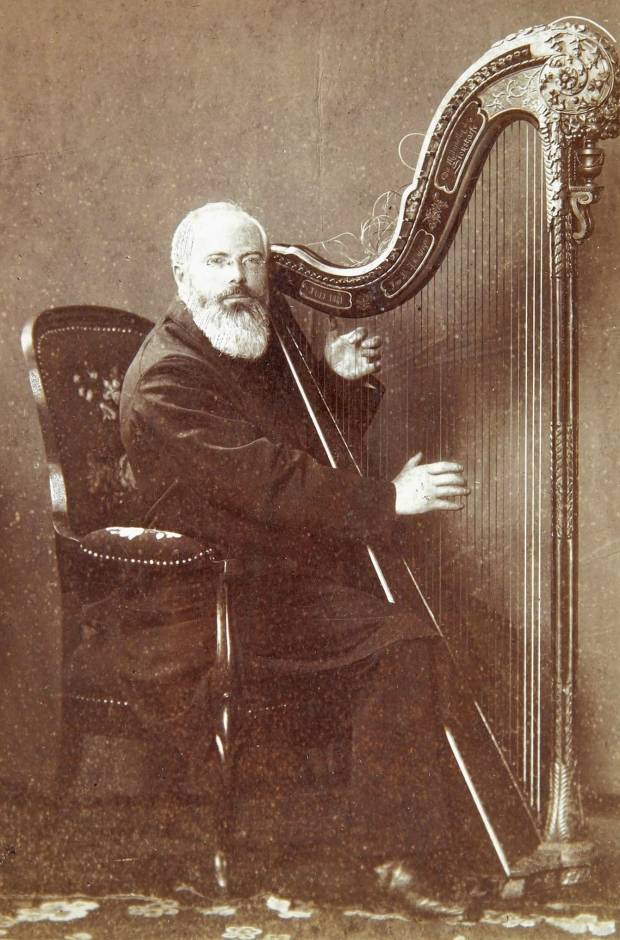
Johann Martin Schleyer en 1888.

En 1878, dans le numéro de mars de la revue de poésie catholique allemande Sionsharfe, paraissent de petites notes du directeur de la revue, le père Schleyer, sur la nécessité d'un alphabet phonétique international permettant de retranscrire les sons de toutes les langues du monde. Selon la légende, Schleyer eut cette idée en entendant les cris d'un paysan de son village se plaignant que la lettre qu'il avait envoyée à son fils, qui vivait en Iowa, lui était retournée, car il s'était trompé en écrivant « Eiauä », selon la prononciation allemande, sur l'adresse. Avec le système de Schleyer, le paysan, même en ne connaissant pas la graphie américaine « Iowa », pourrait utiliser la nouvelle graphie internationale « Aioua ». Il réalise donc et publie dans le même numéro de Sionsharfe un projet d'alphabet, fondé sur les nombreuses langues qu'il connaît. Schleyer soumet son manuscrit à l'administration postale allemande, qui le publie dans le journal officiel de l'Union postale universelle, sans qu'il y soit donné suite.

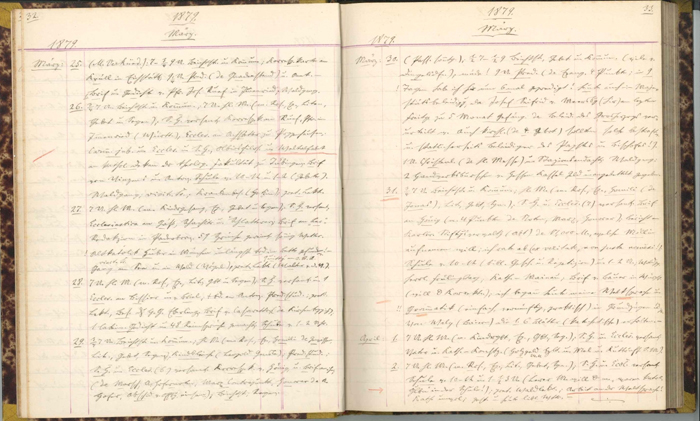
Reproduction du journal de Schleyer. À la date du 31 mars 1879, il écrit : J'ai commencé aujourd'hui les bases de ma langue mondiale et de ma grammaire (simple, raisonnable, pratique).

Puis, une nuit d'insomnie de mars 1879, après un voyage dans la plurilingue Autriche-Hongrie qui avait excité sa réflexion, le père Schleyer a une crise mystique, qu'il raconte ultérieurement dans les termes suivants :

« D'une manière à la fois mystérieuse et mystique, lors d'une nuit noire au presbytère de Litzelstetten, près de Constance [...], alors que je pensais profondément aux folies, griefs, afflictions et malheurs de notre temps, tout l'édifice de mon langage international apparut soudainement dans toute sa splendeur devant mes yeux spirituels. Pour rendre tribut à la vérité, et la laisser apporter la sagesse, je dois dire que cette nuit de mars 1879, j'étais très fatigué. Par conséquent, je ne peux que proclamer avec gratitude et humilité que je dois à mon bon génie le système entier de la langue internationale volapük. Le 31 mars 1879, je me mis à compiler et à rédiger pour la première fois les principes de ma grammaire. »

Il met donc de côté (tout en continuant à l'utiliser régulièrement) son idée d'alphabet phonétique pour accomplir ce qu'il croit être un ordre divin : créer entièrement une langue artificielle capable d'unir l'humanité divisée. Durant une nuit et un matin, du 30 au 31 mars 1879, Schleyer écrit la grammaire (ou en tout cas une première ébauche de grammaire) d'une langue complètement nouvelle : le volapük (vol-, dérivé de l'anglais world, pour "monde", -a- pour le génitif et -pük, dérivé de l'anglais speak, pik étant déjà pris, pour "langue" : le volapük est donc la « langue du monde »). Selon Roberto Garvía, le volapük de Schleyer n'est pas né en tant que langage international pour résoudre des problèmes de communication, mais comme un complément de ses recherches sur l'orthographe phonétique ; il ne s'agit pas de la « solution d'un problème », mais d'une « solution en quête de problème ».
Il publie cette grammaire le mois suivant, en mai 1879, comme supplément à Sionsharfe. Des journaux quotidiens rapportent la naissance de ce projet, et, dès cette année-là, des volapükistes se trouvent en Allemagne, en Autriche-Hongrie, voire aux États-Unis. Ces premiers succès conduisent à la publication, en 1880, du premier manuel, en langue allemande, de volapük, marquant la véritable diffusion du volapük auprès d'un public plus vaste dépassant les catholiques allemands, pour toucher plus généralement tous les germanophones.

#### Éclosion du mouvement jusqu'au premier congrès (1881-1884)

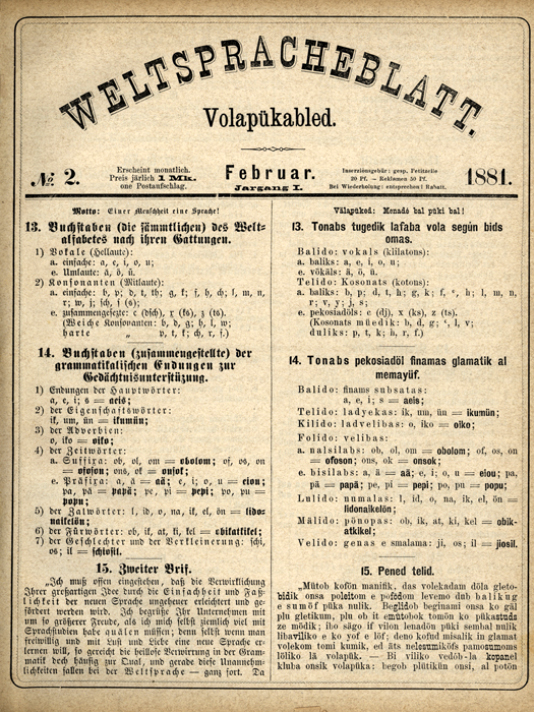
Première page du second numéro du journal de Schleyer, Volapükabled, février 1881.

Toutefois, c'est notamment grâce aux liens de son créateur avec le monde catholique, et plus particulièrement avec celui de la presse catholique, que le volapük peut se répandre à travers l'Europe germanique. Le développement est tel que Sionsharfe apparaît bien vite insuffisant, et qu'il faut songer à créer un organe dédié, ce qui est fait dès 1881, avec la première parution du Volapükabled zenodik (Journal central du volapük), revue qui ne cesse sa publication qu'en 1908.
Dès 1882, le 11 mai, est fondé le tout premier club de volapük à Alberweiler (Wurtemberg). Peu après, le volapük pénètre en Suède, où le deuxième club est fondé. Pendant ce temps, grammaires et dictionnaires de langue allemande s'enchaînent.
C'est donc à un moment où le volapük est parlé presque exclusivement par des germanophones que se tient son premier congrès international, à Friedrichshafen, les 26 et 27 août 1884. Il n'est alors pas étonnant que la langue utilisée pour ses travaux soit l'allemand et non le volapük, vu le public, essentiellement allemand, et la jeunesse de la langue,.

#### Internationalisation du mouvement et premières crises (1885-1887)

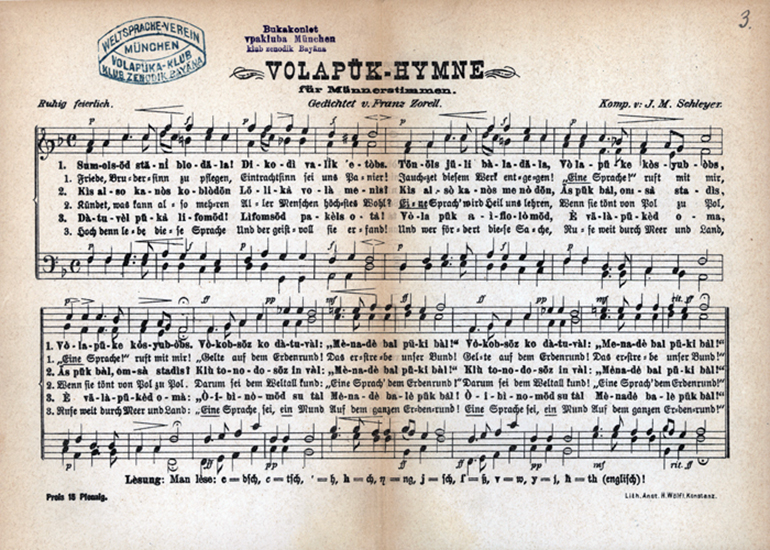
Hymne volapük, musique composée en 1885 par Schleyer sur des paroles de Franz Zorell.

Après cette première réussite, le mouvement volapükiste continue sa progression. Journaux et manuels se multiplient et le mouvement néerlandais s'illustre par son activité.
1886 est une année charnière, marquant le début de la véritable internationalisation et le début des crises, qui auront ensuite raison du mouvement. C'est alors qu'entre en scène « le personnage le plus important de l'histoire du volapük, après Schleyer », Auguste Kerckhoffs. Professeur d'allemand français d'origine néerlandaise, le Dr Kerckhoffs (il est docteur en littérature allemande), qui enseigne à l'École des hautes études commerciales de Paris, est surtout connu à l'époque pour son travail sur la cryptographie ; il est notamment l'auteur d'une série de deux articles titrés La Cryptographie militaire dans lesquels il expose le fameux principe de Kerckhoffs, encore enseigné aujourd'hui. C'est lors de ses recherches en cryptographie qu'il rencontre pour la première fois les langues construites, et notamment le solresol de François Sudre qui était utilisé parfois par les militaires.

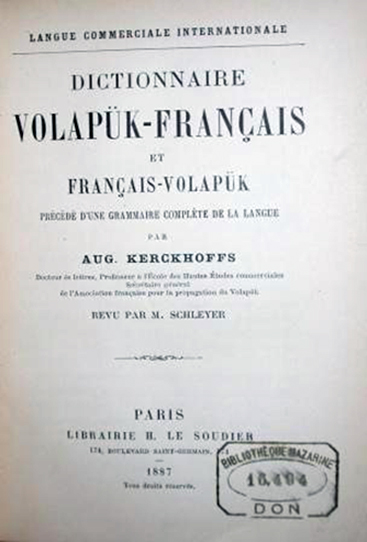
Page de titre de, contenant préface de Schleyer, et présentant le volapük comme une langue commerciale internationale.

Volapükiste à partir de 1885, il introduit avec succès le volapük en France. Il en donne des cours et publie, entre autres, un Cours complet en 1886, qui connaît sept éditions cette année-là (et une huitième en 1887) et est traduit en de multiples langues, et il lance une revue, dont il sera rédacteur en chef durant toute son existence. Il crée également l'« Association française pour la propagation du volapük » (officiellement fondée le 8 avril 1886), dont il devient secrétaire général, laissant la présidence à Ernest Lourdelet. L'année suivante, Kerckhoffs accompagne son Cours complet d'un dictionnaire.

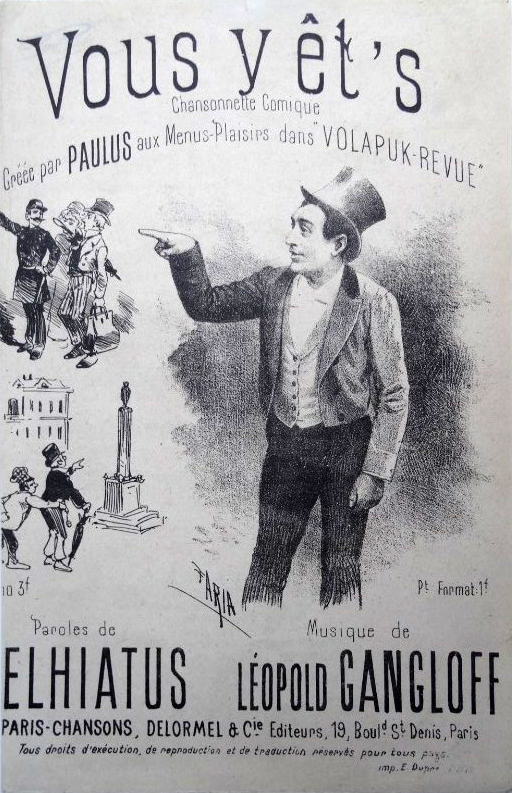
À Paris, durant l'hiver 1886-1887, Paulus triomphe aux théâtre des Menus-Plaisirs dans la Volapuk-revue de William Busnach et Albert Vanloo, dont le titre est dû au fait qu'on ne parlait à ce moment-là que du volapuk.

Dès 1887, le volapük semble avoir supplanté toute concurrence. Dans un article du Temps de janvier 1887, après s'être moqué des propositions de réforme de l'orthographe française (le « fonétisme ») et des projets de langue auxiliaire internationale, un journaliste anonyme écrit : 

« Mon avis est qu'elles arrivent trop tard. Le volapük a sur elles une incommensurable avance. [...] Si jamais langue universelle a quelque chance de s'imposer au monde commercial, c'est assurément celle-là. Il n'est plus aujourd'hui un coin du monde civilisé, si reculé soit-il, où elle n'ait des adhérents,. »

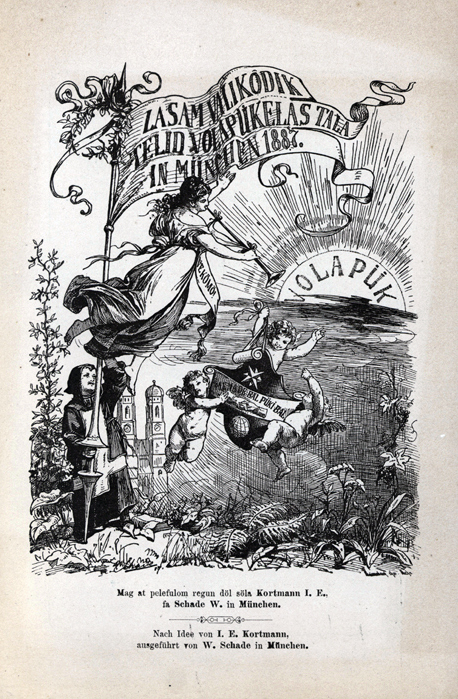
Page de titre d'un programme en volapük du congrès de Munich, en août 1887.

De grands noms de la science de l'époque adhèrent au mouvement, surtout en Allemagne (Alfred Kirchhoff, Max Müller...), et huit nouvelles revues naissent cette année-là. Mais ce qui marque vraiment l'année 1887, c'est la tenue du 2e congrès du volapük, à Munich, du 6 au 9 août. Plus grand et plus international que le congrès de 1884, avec environ 200 participants,, il est néanmoins plus allemand que ne l'est en réalité le mouvement, et la majorité des discussions a de nouveau lieu en langue allemande.
Mais si le volapük a indéniablement trouvé son public, la langue ne fait pas que des émules. Comme l'écrit Jean-Paul Lescure à propos de la France :

« Dès sa diffusion en France, le Volapük entraîne des discussions virulentes dans l'espace public [sic] : la presse, les maisons d'édition, les scènes de théâtre se font l'écho des arguments échangés. Langue internationale, voire universelle pour les uns, vaste fumisterie qui n'est bonne qu'à faire rire pour les autres, le thème ne laisse pas indifférent, et permet même de faire assaut d'arguments nationalistes en s'en prenant à son inventeur [Allemand]. »

En plus des antipathies soulevées à l'extérieur du mouvement, des problèmes internes à la langue se font sentir. Le congrès décide donc de créer une académie, la kadem Volapüka. Schleyer, en tant que créateur de la langue, en est nommé à vie « grand-maître » (« cifal ») ; Kerckhoffs en est cependant la véritable tête et est nommé directeur (« dilekel »).
Si Schleyer perd un peu de contrôle sur la langue, il conserve la mainmise sur le mouvement. En plus de l'académie, le congrès fonde le Volapükaklub valemik, association universelle de volapük. Les dirigeants élus du mouvement doivent impérativement se voir confirmés par le Cifal.

#### Vers le schisme du3econgrès(1888-1889)

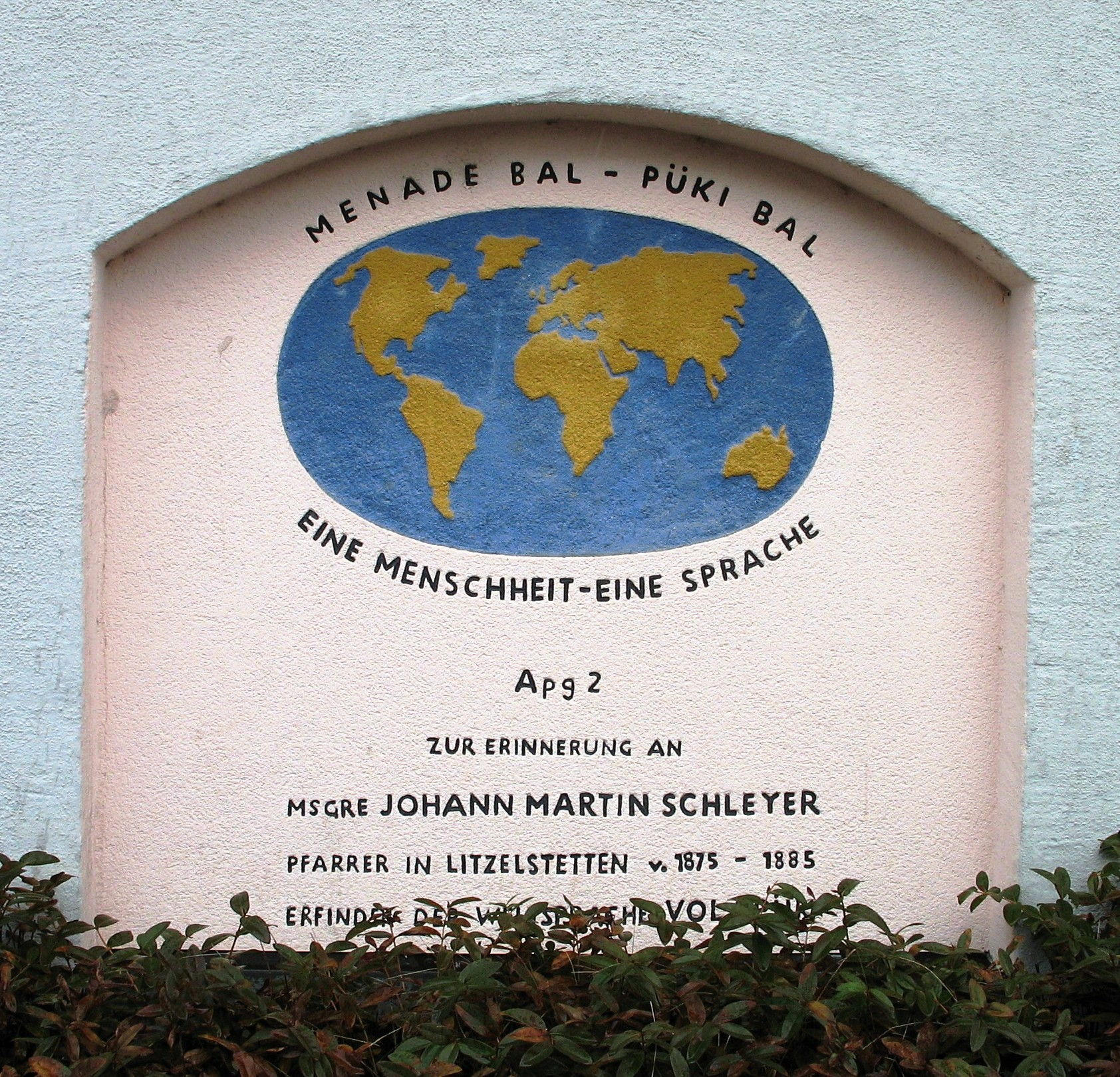
Menade bal, püki bal (Pour une humanité, une langue). Stèle commémorative à Johann Martin Schleyer au rectorat de Litzelstetten.

L'académie bicéphale va au-devant de grands problèmes, tant Schleyer et Kerckhoffs ont une vision différente de ce que doit être le volapük. Schleyer, en le créant, met un point d'honneur à rendre possible l'expression de toutes les nuances des langues qu'il connaît. Le volapük a donc une grammaire relativement vaste. Mais quand le premier enseignant diplômé de volapük (volapükatidel), Karl Lenze, vante les 505 440 formes possibles du verbe volapük, Kerckhoffs, qui voit dans le volapük une langue commerciale et non littéraire ou philosophique, et cherche donc la plus grande simplicité, répond dans sa revue que cela pourrait mener la langue à sa perte. Dès son Cours complet, il propose quelques réformes qu'il résume ainsi :

« J'ai supprimé la distinction entre of et ji, les doubles formes des pronoms öb, ät, öt, üt etc., la troisième forme de l'impératif, l'accusatif qui accompagne les prépositions de mouvement, et que je n'ai admis qu'une seule et unique règle de composition. »

Mais il ajoute tout de suite après que « vouloir aller au-delà me paraîtrait téméraire et de nature à compromettre l'admirable unité du système ». De plus, Schleyer accepte cela, puisqu'il fait du manuel de Kerckhoffs le manuel de référence.
Les deux principaux dirigeants du mouvement s'opposent certes, mais semblent prêts à faire des concessions. Le mouvement n'est pas condamné a priori ; cependant, tant sur le plan organisationnel que linguistique, il connaît des divisions si grandes qu'elles mettront fin à l'« âge d'or » du volapük.
Sur le plan organisationnel d'abord, Schleyer infirme l'élection de Heinrich Schnepper, président du club de Munich et organisateur du congrès de 1887 à la tête du mouvement allemand. Le club de Munich se divise, et le mouvement allemand, le plus important mouvement national, se fractionne en de multiples tendances ; les volapükistes en dehors de l'Allemagne ne ressentent pas ce problème.
C'est sur le plan linguistique que le schisme se fait le plus dur, et le plus international aussi. Le conflit s'amplifie entre l'académie de Kerckhoffs, très réformiste (il souhaite aller encore plus loin que ce qu'il avait proposé dans son Cours complet et son Dictionnaire, cf. supra), et Schleyer, qui traite la langue comme sa propriété. Au début, Schleyer reconnaît l'autorité de l'académie. Il est même le premier à lui poser des questions, mais il juge que les réponses qui lui sont faites sont trop novatrices. La dispute se cristallise donc autour de la question du droit de veto réclamé par Schleyer, et refusé par l'académie (qui lui accorde simplement une triple voix).

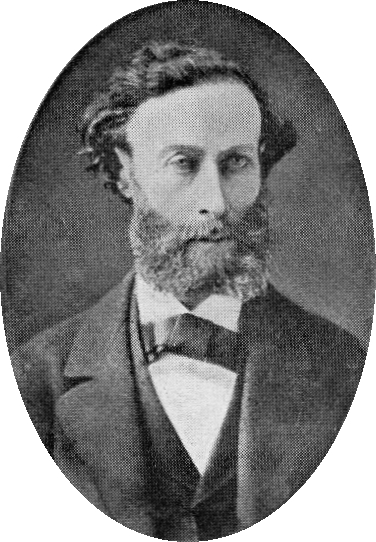
Léopold Einstein

C'est dans ce contexte d'affaiblissement du mouvement que le club volapükiste de Nuremberg, créé en 1885, sous l'influence de Léopold Einstein, adopte l'espéranto en 1888 et forme ainsi le premier club espérantiste de l'histoire,.
Tout en continuant à adopter les réformes de Kerckhoffs, et afin de résoudre ces problèmes, l'académie convoque en 1889 à Paris le 3e — et dernier à ce jour — congrès mondial de volapük. Treize pays (dont la Turquie et la Chine) y sont représentés, chaque pays ayant un nombre de délégués proportionnel à sa population. La double tâche de ce congrès est de ratifier les statuts de l'académie, qui ne sont que temporaires, et de valider les réformes votées par elle.
Contrairement aux deux autres congrès, les discussions ont lieu principalement en volapük, ce qui fait écrire à Ernst Drezen que « c'est sous la forme du volapük que le principe d'artificialité de la langue internationale réussit l'examen pratique ».
Cependant, ce congrès démontre que le volapük souffre de trop de défauts pour être utilisé sans réformes. Comme l'écrit, avec un peu trop d'emphase peut-être, R. Lorenz, un idiste des premiers temps :

« Le destin du volapük fut scellé quand ses partisans, en 1889, firent l'expérience d'organiser un congrès dans lequel le volapük serait parlé. Même si quelques volapükistes réussirent à parler la langue, il n'était que trop douloureusement évident qu'un tel but ne pouvait être atteint avec ce système. »

Les réformes que le congrès a montré nécessaires ne sont pas réalisées par ce dernier : il n'a pas le temps de traiter des questions grammaticales précises. Il se contente de réclamer à Kerckhoffs une grammaire « normale » (glamat nomik) sans aucune règle superflue, ce qui valide la vision « commerciale » de la langue ; et il approuve les décisions de l'académie, ce qui valide l'option plus « a posterioriste » qu'avait prise l'académie. Enfin, le congrès vote de nouveaux statuts pour l'académie, renforçant l'indépendance de celle-ci par rapport à Schleyer (l'académie est qualifiée d'« autorité unique dans les questions linguistiques » [§2] ; pour valider une réforme refusée par Schleyer, elle doit la voter à la majorité qualifiée des deux tiers [§15], ce qui de facto rend impossible tout blocage de la part de Schleyer, dans une académie acquise jusque-là à Kerckhoffs).
Schleyer, refusant cette évolution, déclare le congrès et l'académie illégitimes, et réunit ses partisans à Allmendingen, en mai 1889. Il fonde une nouvelle académie, avec à sa tête Karl Zetter, et remplace toute la hiérarchie du mouvement par des personnes acquises à sa cause, du niveau mondial aux niveaux urbains, en passant par les continents et les pays. Le schisme est consommé.

#### État du mouvement au moment du schisme (1889-1890)

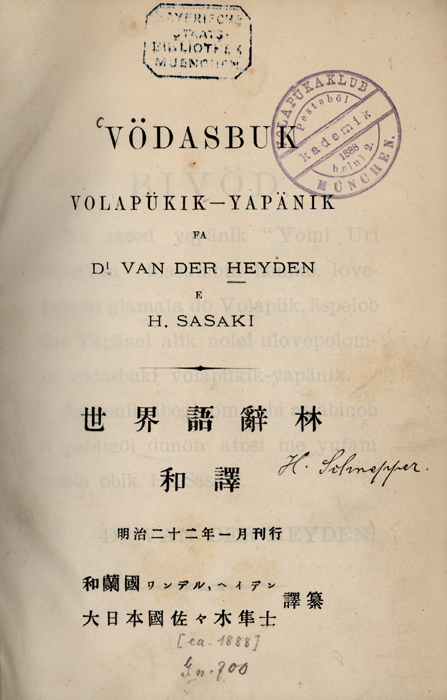
Page de garde d'un dictionnaire volapük-japonais publié en 1888.

Au moment où le schisme a lieu, le mouvement volapükiste est au plus haut. 283 clubs sont enregistrés (en Europe, mais aussi en Amérique, comme à San Francisco, en Afrique, comme au Cap, ou en Océanie comme à Melbourne et Sydney) et 25 revues (dont 7 uniquement rédigées en volapük) paraissent régulièrement ; la langue est enseignée par plus de 1600 enseignants diplômés (dont 950 validés par Schleyer et 650 par l'Association française pour la propagation du volapük — donc par Kerckhoffs), qui peuvent se servir de manuels en 25 langues différentes. Apprendre le volapük donne accès à plus de 384 livres ou brochures, et le nombre total de volapükistes est estimé à un million, jusqu'en Chine et au Japon. Ce mouvement est très hiérarchisé, avec 11 grades, du Cifal, Schleyer, aux tidels (professeurs pour les petits clubs).
Si l'on prend la typologie des langues construites proposée par D. Blanke, qui les classe non par leurs choix linguistiques théoriques, mais par leur usage réel, le volapük fait partie de la classe des « semi-langues » (« planned semilanguages »), et est une des rares langues, avec l'occidental et l'interlingua à avoir atteint le stade 9 (utilisation orale internationale). C'est donc une des quatre langues construites historiquement les plus avancées.
Sociologiquement, les volapükistes sont presque uniquement des membres de la bourgeoisie. Selon le Yelabuk pedipedelas (Annuaire des diplômés), pas même un ouvrier ne pratique la langue, fait que l'on peut comparer à l'espéranto, qui intéresse le mouvement ouvrier dès le commencement. Les deux tendances principales du mouvement, même antagonistes, s'intéressent dans leur ensemble peu aux ouvriers : Schleyer le conservateur destine sa langue aux élites du monde, pendant que Kerckhoffs voit dans le volapük la langue du commerce. Donc, même si le congrès de Lausanne de la Ire Internationale (1867) a adopté une motion favorable à l'idée de langue internationale, ce n'est naturellement pas vers le volapük que se tournent les ouvriers ayant des sympathies pour cette idée. Par ailleurs, le volapük n'attire qu'une minorité de femmes, de 10 à 15 % des volapükistes, ce qui représente un taux beaucoup plus faible que celui que l'on rencontrera plus tard chez les espérantistes ; le volapükiste moyen est un homme catholique, germanophone, issu de la classe moyenne supérieure.

#### Le schisme (1889-1892)
La destitution par Schleyer de l'académie de Kerckhoffs est refusée par ce dernier. Conformément aux demandes faites par le troisième congrès, il propose un bloc de réformes. Le mouvement, profondément divisé, s'essouffle : les clubs ferment les uns après les autres, s'ils ne passent pas à l'espéranto ; les revues, dont celle de Kerckhoffs, cessent  de paraître les unes après les autres. L'académie parvient cependant à publier une Glamat nomik en 1891. La même année Schleyer raye officiellement le nom de Kerckhoffs de la liste des volapükistes, accélérant l'hémorragie en Europe latine, principalement « kerckhoffsienne », que la relative stabilité du mouvement en Amérique, en Asie et en Europe germanophone ne contrebalance pas.
À cette époque, Kerckhoffs réduit de plus en plus sa participation aux travaux de l'académie. En 1892, pensant le volapük mort, fatigué de se battre au sein de l'académie, renvoyé de son poste de professeur d'allemand à cause de critiques trop appuyées faites aux règles du ministère du commerce et à cause de la maladie de sa fille unique Pauline (qui en meurt le 9 janvier 1893 à l'âge de 28 ans), il démissionne.
Un comité est nommé pour expédier les affaires courantes de l'académie, qui élit comme directeur le russe Waldemar Rosenberger. Sous sa direction, l'académie abandonne le volapük, crée une toute nouvelle langue, l'idiom neutral, et prend un nouveau nom, « Akademi internasional de lingu universal ». En 1908, le 4e directeur de l'académie, Giuseppe Peano, lui fait abandonner l'idiom neutral et adopter sa propre création, le latino sine flexione, sous le nom de « Academia pro Interlingua ». Kerckhoffs abandonne quant à lui l'idée d'une langue auxiliaire internationale et enseigne dans divers lycées de province jusqu'à ce qu'un accident de train mette fin à ses jours le 9 août 1903 à Därlingen en Suisse ; il est enterré à Paris avec sa fille,.

#### L'unité retrouvée d'un mouvement très affaibli et mort de Schleyer (1892-1912)

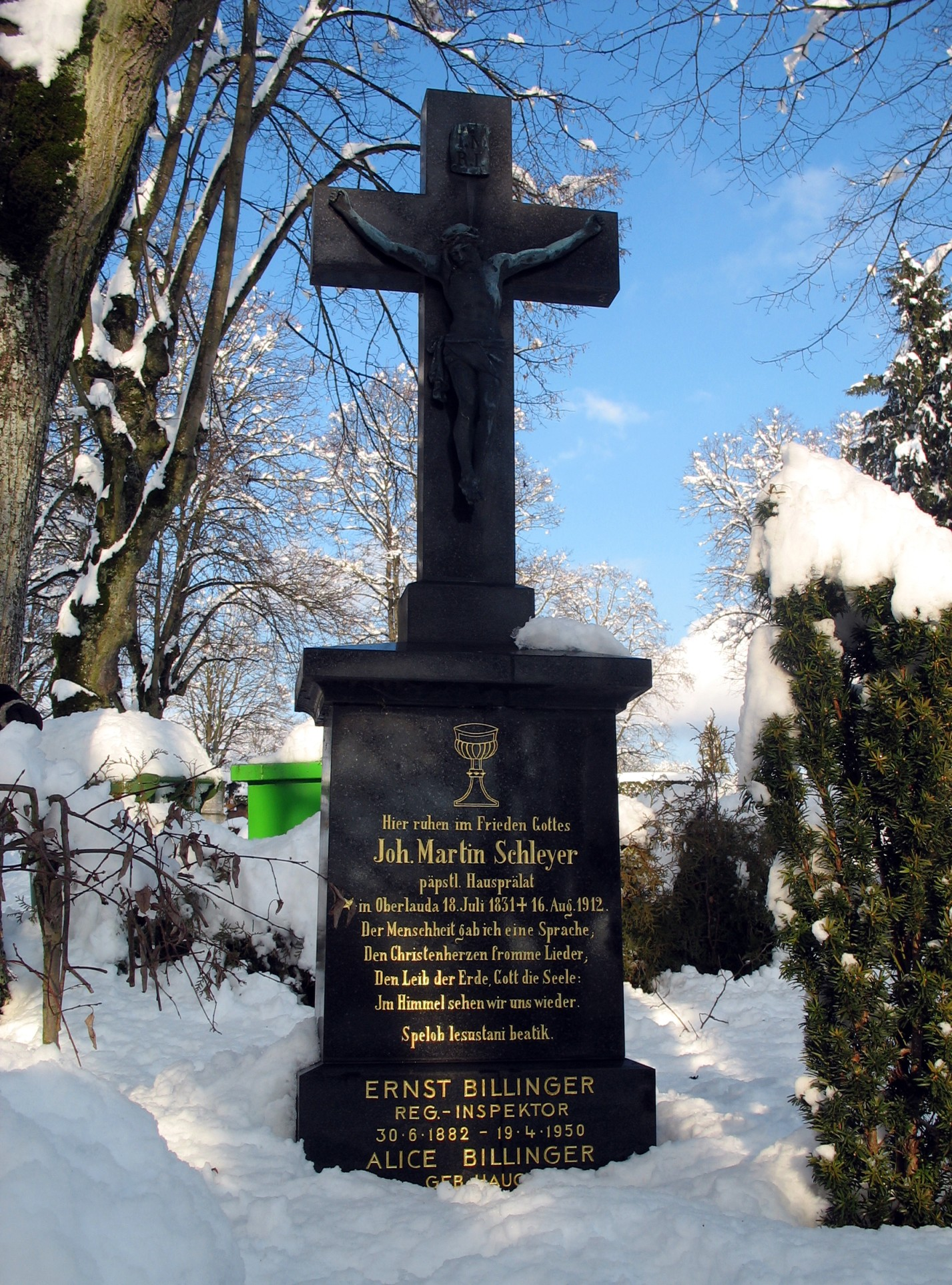
La tombe de Schleyer

Les réformateurs abandonnant l'idée d'une langue auxiliaire internationale ou en créant de nouvelles, le volapük retrouve, très affaibli, son unité autour de Schleyer. Seul maître à bord, il continue à « améliorer » sa langue, la rendant de plus en plus arbitraire. Les derniers fidèles, réunis autour de Volapükabled zenodik jusqu'à ce qu'elle cesse son activité en 1908, publient encore de rares brochures, comme en 1904 ou 1916. En 1892 ne restaient plus que 17 périodiques et 90 clubs ; comptant encore 159 correspondants en 1901, la société mondiale des volapükistes ferme ses portes en 1912. Pour beaucoup, les espoirs de voir le volapük devenir langue auxiliaire internationale sont bel et bien morts.
Le 27 novembre 1894, Schleyer est nommé camérier secret surnuméraire par le pape Léon XIII, ce qui lui vaut de recevoir le titre de « monseigneur » sans être évêque. Il meurt le 16 août 1912. Par testament, il laisse à son ami prêtre Albert Sleumer, après l’avoir nommé en 1910, le rôle de Cifal, commençant ainsi une tradition de succession par nomination qui dure jusqu'à aujourd'hui. Ce dernier a appris le volapük en 1892, soit après le déclin de Schleyer, qui avait pensé à l'origine à Rupert Kniele, grand volapükiste de la première heure, qui avait abandonné le mouvement après le schisme.

#### Rôle de l'espéranto
Quel rôle a joué l'espéranto dans la chute du volapük ? L.L. Zamenhof, le créateur de l'espéranto, le décrit lui-même dans une allocution faite le 20 août 1911 pour les 80 ans de Schleyer lors du 7e Congrès mondial d'espéranto à Anvers :

« Le volapük ne fut pas vaincu par l'espéranto, comme beaucoup le pensent tout à fait par erreur ; il périt par lui-même à une époque où l'espéranto, travaillant tranquillement et sans artifices, était encore trop faible pour vaincre qui que ce soit. »

D'autres langues, comme l'idiom neutral, ont pu participer à la marge à cette chute ; mais ce sont bien les dissensions internes qui en sont responsables.
L'espéranto, en revanche, a profité en partie de l'échec interne du volapük, en attirant ceux de ses anciens soutiens qui, pensant le volapük mort, ne se sont pas dirigés vers la création d'un volapükide (comme l'académie) et n'ont pas abandonné l'idée (tel Kerckhoffs), comme le firent les membres du club de Nuremberg.

### Période réformée

#### Réforme linguistique

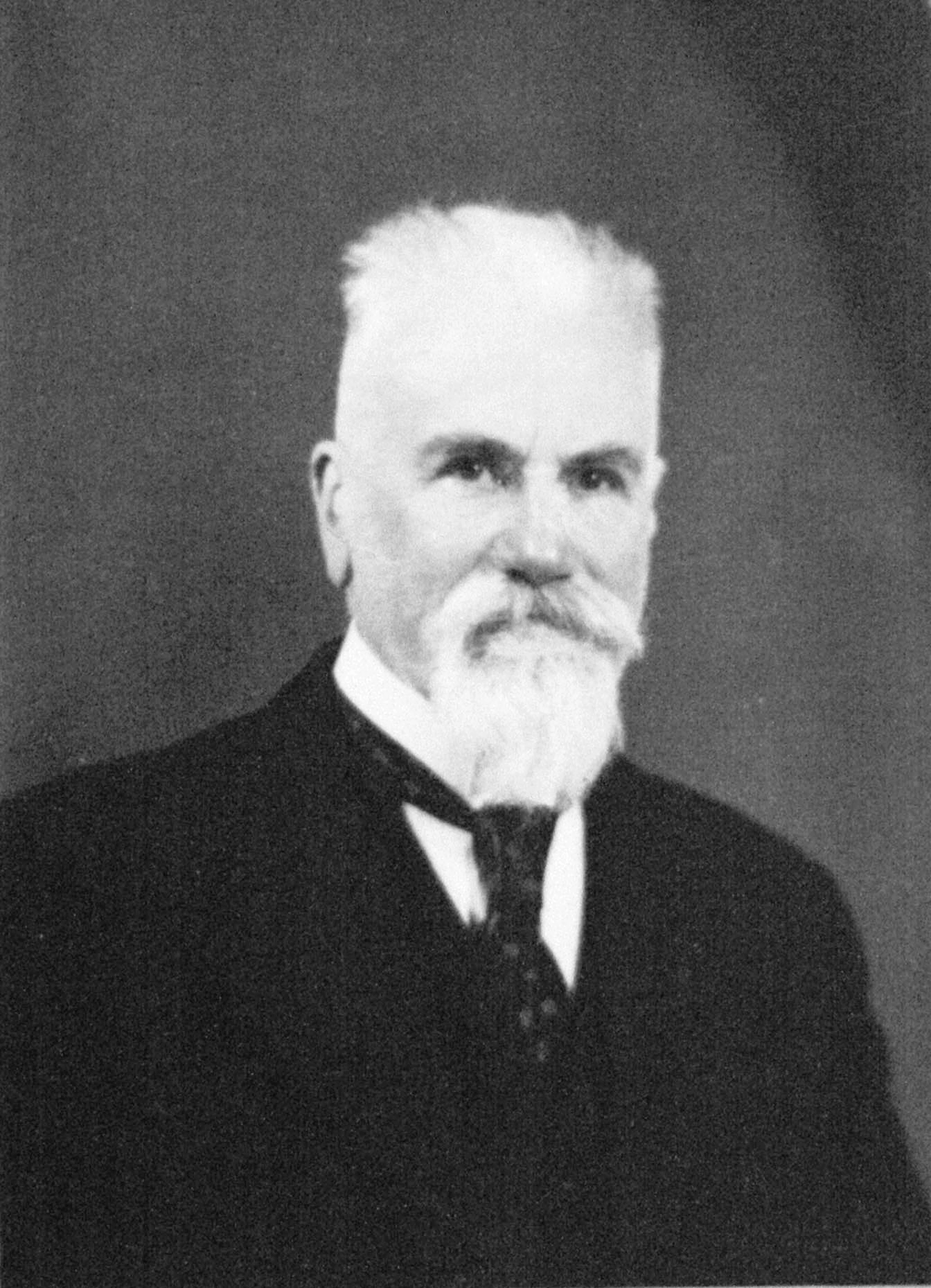
Arie de Jong.

Le mouvement volapükiste survit, réduit à quelques centaines de personnes, autour notamment de la petite revue néerlandaise Nuns blefik se Volapükavol (Courtes nouvelles sur le monde du volapük), organe de l'association néerlandaise de volapük (Volapükakluba valemik Nedänik). En 1891, le jeune sous-officier médical de l'armée néerlandaise, le futur docteur Arie de Jong, obtient son premier diplôme de volapük ; il correspondra avec d'autres volapükistes durant son engagement militaire aux Indes néerlandaises, durant lequel il sera nommé à l'académie de volapük, en 1901.
Une fois la retraite atteinte, en 1921, Arie de Jong rencontre le Cifal Albert Sleumer, et lui fait part de sa volonté de réformer quelque peu le volapük, afin de lui permettre de revenir à la vie, ce que Sleumer accepte. Arie de Jong décrit ainsi ses motivations en 1931 dans la préface de sa grammaire :

« Schleyer, penseur génial du volapük, pour la formation des mots nouveaux et des mots construits, a utilisé de telles abréviations que ces mots ont vu leur origine devenir difficilement reconnaissable. À cause de cela les mots nouveaux du volapük sont devenus difficilement mémorisables et demandaient à la mémoire un travail très minutieux. En conséquence, si nous voulions que le volapük obtienne à nouveau la place qui était la sienne et qu'il mérite dans la communication internationale, alors en tout premier lieu le vocabulaire du volapük devait être examiné et humanisé, là où ce serait nécessaire. Mais parce que c'est certainement un devoir que soit établie la formation des mots par une norme grammaticale ratifiée au bon moment, aussi il est nécessaire de réviser radicalement la grammaire du volapük. Cette tâche, c'est-à-dire la révision de la grammaire et révision des mots volapüks, je l'ai accomplie. »

En 1929, jugeant sa réforme prête, de Jong se rend à nouveau chez Sleumer pour la lui présenter ; les deux volapükistes se rendent ensuite ensemble en Suisse, chez Jakob Sprenger, un autre académicien, mais surtout le possesseur des droits d'auteur sur les œuvres de Schleyer. Tous trois étudient et amendent quelque peu le projet, puis finalement l'acceptent.
Deux ans plus tard paraissent chez l'éditeur bien connu Brill la Gramat Volapüka et un dictionnaire volapük-allemand allemand-volapük. Deux ans à nouveau passent avant que le Cifal n'officialise les réformes par un décret (büad Cifala) :

« Le nouveau volapük officiel apparaît avec ma connaissance et mon approbation comme le résultat de la révision importante et radicale de l'académicien Arie de Jong [...]. Bien que je regrette que les changements qui sont amenés au volapük soient devenus plus nombreux que je ne l'attendais, j'ai vu avec intérêt et plaisir ces révisions, parce qu'avec ce volapük révisé il sera possible de rendre la vie au mouvement volapükiste, et de permettre à nouveau au volapük de fleurir. Pour cette raison j'exprime ici avec emphase que j'accepte et la Gramat Volapüka et le Wörterbuch der Weltsprache écrits par l'académicien Arie de Jong. »

Cette réforme, seul cas dans l’histoire des langues auxiliaires où une communauté de locuteurs accepte des changements profonds une et une seule fois,, est à l'origine du Volapük nulik, qui est la seule forme encore utilisée aujourd'hui.

#### Renouveau relatif du mouvement
Albert Sleumer, après la mort de Schleyer tente tant bien que mal de garder vivant le volapük, publiant en 1914 une petite biographie de Schleyer qui fait toujours autorité et donnant des conférences là où il le peut. Puis vient la Première Guerre mondiale, que le mouvement, déjà très affaibli, a bien du mal à surmonter.
Mais aux Pays-Bas, Arie de Jong, qui agissait déjà comme « le pouvoir derrière le trône », tentait de relancer le mouvement, avec un certain succès. Il réussit à reformer l'Association générale néerlandaise de volapük (Volapükaklub valemik Nedänik) en organisant son 21e congrès le 21 décembre 1931. L'année suivante, il fonde avec l'académicien J. G. M. Reynders la Volapükagased pro Nedänapükans (« Revue volapükiste pour néerlandophones »), qui joue en fait le rôle de l'ancienne Volapükabled zenodik, et fonde une association pour les volapükistes vivant en dehors des Pays-Bas. En 1934-1935, il rédige pour Albert Sleumer des réformes dans l'organisation du mouvement, et se voit nommé en 1934 directeur de l'académie (kadämal).

#### La Seconde Guerre mondiale et ses suites

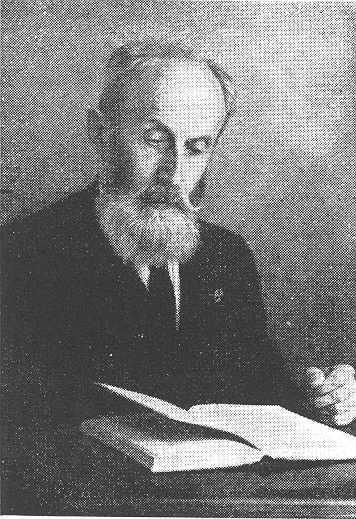
Jakob Sprenger en 1949.

En 1935, le gouvernement nazi interdit tous les mouvements pour les langues internationales en Allemagne, où vivait Sleumer et où résident les plus nombreux volapükistes, après les Pays-Bas. Consécutivement à l'occupation des Pays-Bas, cette loi s'y étend, mettant un terme à l'action de de Jong et de sa revue. Ce n'est qu'en 1948 que la Volapükagased pro Nedänapükans paraît à nouveau, avec un édito titré Finalement après un temps long ! (Fino pos tim lunik!).
Cette même année, à cause de difficultés matérielles évidentes dans une Allemagne détruite par la guerre, Sleumer transmet le rôle de Cifal au Suisse Jakob Sprenger, après que, à partir de 1947, de Jong a expédié les affaires courantes comme « cifal nelaidüpik », Cifal provisoire ; malade, il transmet à son tour dès 1950 le poste à Johann Schmidt, et meurt le 26 octobre 1951. Considérant qu'un Allemand ne pouvait toujours pas diriger le mouvement, notamment à cause de problèmes douaniers, Schmidt transmet ses pouvoirs, tout en conservant sa fonction, à Arie de Jong, devenu entre-temps Vicifal (Cifal adjoint). En 1956, de Jong laisse la rédaction de la Volapükagased pro Nedänapükans à Filippus Krüger, qui la renomme simplement Volapükagased en 1958. La date à laquelle de Jong cesse d'agir avec les pouvoirs du Cifal est inconnue, mais il meurt le 12 octobre 1957 à Putten (c'est donc le terminus ad quem pour la reprise des pouvoirs de Cifal par Schmidt).

#### Survie du mouvement après la mort d'Arie de Jong
Après la mort d'Arie de Jong, le volapük entre dans sa troisième phase : après celle de la création sous Schleyer, puis celle de la stabilisation avec Arie de Jong, vient celle de la conservation, qui dure jusqu'à aujourd'hui. Dans une lettre envoyée le 22 août 1972 à Brian Bishop par Johann Schmidt, ce dernier déclare :

« Le volapük ne mènera plus la bataille pour recevoir une influence et une place au milieu des autres systèmes [de langues auxiliaires internationales]. Je suis le Cifal et je déclare cela. Nous voulons tout organiser dans le grand mouvement volapükiste, nous voulons entretenir cette langue exactement comme on entretient le grec ancien ou le vieux saxon. »

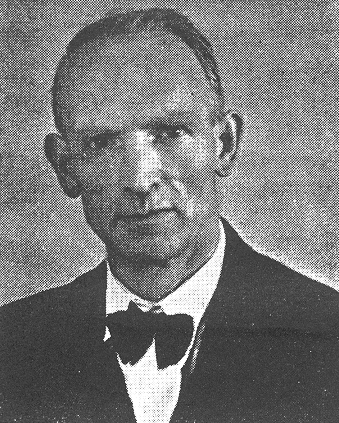
Johann Schmidt en 1951.

En 1962, la Volapükagased cesse de paraître, mais le mouvement continue d'éditer de petits livres et vocabulaires (le plus important de cette période étant peut-être Jenotem valemapüka „Volapük“, Histoire de la langue universelle « volapük », publié par Schmidt en 1964).
Le 8 janvier 1977, Schmidt décède subitement, laissant le rôle de Cifal au polyglotte néerlandais Filippus Johann Krüger (1911-1992) qui le transmet en 1984 au Britannique Brian Reynold Bishop (°1934), qui, avec un autre Britannique, Ralph Midgley (fondateur de la revue Vög Volapüka en 1989) nommé gouverneur (« guvan »), réorganise les activités sur Internet.

### Le volapük aujourd'hui
Avec l'arrivée d'Internet, le mouvement volapükiste connaît un nouveau regain d'activité, notamment la création de pages web, d'un groupe de discussion Yahoo (aujourd'hui fermé) et d'une page sur Facebook et d'autres réseaux sociaux (Discord, Reddit...) où se publient des questions sur la langue et son histoire, mais aussi des traductions de blagues, de mèmes... Depuis 2004, Wikipédia propose une version en volapük, qui contient en 2025 plus de 44 000 articles, même s'il s'agit en majorité d'ébauches géographiques créées par des bots.
Au niveau institutionnel, en 2014, Hermann Philipps remplace Brian Bishop comme Cifal, c'est-à-dire dirigeant, successeur de Schleyer, et, depuis 2015, un Cifal adjoint (« vicifal ») est nommé en la personne de Daniel Morosof, de Russie.
Aujourd'hui, le volapük n'est plus proposé comme langue auxiliaire internationale, et toute mention politique est absente des nouveaux statuts de la Société internationale du volapük (Sog bevünetik Volapüka) promulgués en 2007 par le Cifal de l'époque, Brian Bishop. Dans une interview publiée en 2015 dans une traduction en espéranto, Hermann Philipps nie la possibilité pour toute langue auxiliaire internationale de réussir. Selon lui, le volapük s'apprend surtout par jeu et pour l'intérêt historique ou interlinguistique que présente cette langue.
Des écrivains montrent néanmoins un intérêt purement linguistique pour le volapük. Dans Le Congrès, troisième nouvelle du Livre de sable, Jorge Luis Borges confie à un narrateur qui lui ressemble par bien des traits la mission d'aborder l'espéranto « équitable, simple et économique » et « le volapük, qui veut explorer toutes les possibilités linguistiques, en déclinant les verbes et en conjuguant les substantifs ». Selon son traducteur Jean Pierre Bernès, « Borges confesse par fiction interposée ses centres d'intérêt permanents ».
La communauté se réunit surtout autour de Facebook et du groupe Yahoo, mais la petite revue Vög Volapüka (La Voix du volapük), fondée en 1989 par Ralph Midgley (sous le nom de Sirkülapenäd, La Circulaire) et éditée aujourd'hui par Hermann Philipps, publie encore chaque mois des nouvelles, des traductions littéraires, des notices historiques ou grammaticales, à l'attention des volapükistes. L'éditeur irlandais Evertype, déjà responsable de la republication en fac-similé du dictionnaire et de la grammaire d'Arie de Jong, a aussi publié un recueil de nouvelles de science-fiction publiées initialement dans Vög Volapüka, et travaille sur la publication d'une traduction commentée de la grammaire d'Arie de Jong en anglais et en allemand.
En dehors des cercles volapükistes et interlinguistes, le volapük est connu par son acception courante péjorative. Par exemple, Charles de Gaulle l'évoqua dans sa conférence de presse du 15 mai 1962 :

« Dante, Goethe, Chateaubriand appartiennent à toute l'Europe dans la mesure même où ils étaient respectivement et éminemment italien, allemand et français. Ils n'auraient pas beaucoup servi l'Europe s'ils avaient été des apatrides et s'ils avaient pensé et écrit en quelque espéranto ou volapük intégré. »

Cette signification de « création artificielle sans âme » n'est pas la seule survivance péjorative du volapük dans le langage courant. Dans certaines langues, « volapük » a pris le sens de charabia, parmi lesquelles le danois, où l'expression « det er det rene volapyk for mig » (littéralement « c'est du pur volapük pour moi ») correspond au « c'est du chinois » français.
Parfois, les deux sens péjoratifs se mélangent. Dans son Lexicon of Musical Invective (Lexique d'invectives musicales), où il recense des critiques négatives faites à des œuvres musicales du XIXe siècle et du XXe siècle considérées par la suite comme des chefs-d'œuvre, Nicolas Slonimsky donne deux références pour l'entrée « volapük », où ce terme est utilisé pour qualifier des symphonies ou opéras jugés à la fois artificiels et incompréhensibles.

## Alphabet et phonologie

### Généralités
Le volapük possède 27 lettres : a, ä, b, c, d, e, f, g, h, i, j, k, l, m, n, o, ö, p, r, s, t, u, ü, v, x, y, z. Chaque lettre du volapük n'est rendue que par un seul phonème, qui peut cependant correspondre à plusieurs sons (par exemple, certaines consonnes peuvent être voisées ou non-voisées, selon la préférence du locuteur), mais qui n'est jamais modifié par ses voisins (diphtongues et triphtongues n'existent donc pas). L'accent se met toujours sur la dernière syllabe du mot, quel que soit son rôle par rapport à la racine.
Le volapük, dans sa version schleyerienne, avait réduit le plus possible la présence du phonème /r/, à cause de la difficulté qu'auraient les Chinois à le prononcer. Le volapük moderne le réintroduit.

### Voyelles
| Lettre | Prononciation (API) | Prononciation (en français)                  |
| ------ | ------------------- | -------------------------------------------- |
| A, a   | /ɑ/                 | a comme dans « pâle »                        |
| A, a   | /a/                 | a comme dans « la »                          |
| Ä, ä   | /ɛ/                 | è comme dans « père »                        |
| Ä, ä   | /æ/                 | e comme dans « verre » en français québécois |
| E, e   | /e/                 | é comme dans « été »                         |
| I, i   | /i/                 | i comme dans « machine »                     |
| O, o   | /o/                 | o comme dans « pot »                         |
| O, o   | /ɔ/                 | o comme dans « sort »                        |
| Ö, ö   | /ø/                 | eu comme dans « jeu »                        |
| U, u   | /u/                 | ou comme dans « loup »                       |
| Ü, ü   | /y/                 | u comme dans « rue »                         |

### Consonnes
| Lettre | Prononciation (API) | Prononciation (en français)          |
| ------ | ------------------- | ------------------------------------ |
| B, b   | /b/                 | comme dans « bateau »                |
| C, c   | /t͡ʃ/                | tch, comme dans « tchèque »          |
| C, c   | /d͡ʒ/                | dj, comme dans « adjectif »          |
| D, d   | /d/                 | comme dans « drapeau »               |
| F, f   | /f/                 | comme dans « fille »                 |
| G, g   | /g/                 | toujours « dur » comme dans « gare » |
| H, h   | /h/                 | fortement aspiré                     |
| J, j   | /ʃ/                 | ch, comme dans « chien »             |
| J, j   | /ʒ/                 | j, comme dans « jardin »             |
| K, k   | /k/                 | comme dans « karaoké »               |
| L, l   | /l/                 | comme dans « lumière »               |
| M, m   | /m/                 | comme dans « musée »                 |
| N, n   | /n/                 | comme dans « nourriture »            |
| P, p   | /p/                 | comme dans « poulet »                |
| R, r   | /r/                 | r roulé                              |
| S, s   | /s/                 | toujours comme dans « siphon »       |
| S, s   | /z/                 | toujours comme dans « zoologie »     |
| T, t   | /t/                 | comme dans « tente »                 |
| V, v   | /v/                 | comme dans « village »               |
| X, x   | /ks/                | toujours comme dans « taxi »         |
| Y, y   | /j/                 | toujours comme dans « yo yo »        |
| Z, z   | /t͡s/                | ts, comme dans « tsé-tsé »           |
| Z, z   | /d͡z/                | dz, comme dans « pizza »             |

### Ancienne version de l'alphabet

Lettres alternatives aux trémas proposées dans.

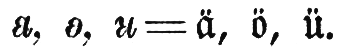
Autre forme des lettres alternatives proposée dans, plus proches du rendu Unicode.

Schleyer avait proposé des lettres alternatives aux trémas, directement issues de son alphabet phonétique de 1878, mais ces dernières ne furent que peu utilisées ; si ä, ö et ü étaient censées être remplacées à terme par les créations de Schleyer, le congrès de Munich adopta définitivement les trémas.
Elles connurent plusieurs variantes ; Schleyer les utilisait régulièrement pour l'allemand (par exemple dans la préface de l’édition de 1885 du Groſses Wörterbuch réimprimée dans l’édition de 1888, où l'on trouve par exemple dꞟrfte, tagꞛlih, vꞝrterbúh).
Ces lettres sont présentes dans l'Unicode depuis sa version 7.0 (latin étendu D) publiée le 16 juin 2014, les voici :
| Tréma | Lettre proposée | Code Unicode |
| ----- | --------------- | ------------ |
| Ä     | Ꞛ               | A79A         |
| ä     | ꞛ               | A79B         |
| Ö     | Ꞝ               | A79C         |
| ö     | ꞝ               | A79D         |
| Ü     | Ꞟ               | A79E         |
| ü     | ꞟ               | A79F         |

Dans les premières versions du volapük, Schleyer utilise aussi l'apostrophe pour marquer le phonème /x/. Le congrès de Munich supprime cette lettre et ce phonème, et les remplace par la lettre h (et donc par le phonème /h/).

## Grammaire

Symbole du volapük réformé. Si le volapük classique écrivait menade bal, püki bal, le moderne écrit menefe bal, püki bal. (« Pour une humanité, une langue »)

### Nom
Le nom volapük possède une déclinaison à deux nombres (singulier et pluriel) et quatre cas principaux :
| Nom du cas | Singulier | Pluriel |
| ---------- | --------- | ------- |
| Nominatif  | -∅        | -s      |
| Génitif    | -a        | -as     |
| Datif      | -e        | -es     |
| Accusatif  | -i        | -is     |

L'accusatif n'a pas le sens de mouvement avec les noms que l'on retrouve dans d'autres langues, et notamment l'espéranto. Pour signifier ce mouvement, un -i (la terminaison de l'accusatif) doit s'ajouter à la préposition ou à l'adverbe (mais dans ce cas, avant la terminaison de l'adverbe).
Vom binof in dom
La femme est à la maison
Vom golof ini dom
Vom golof domio
La femme va à la maison
Parallèlement, avec les adverbes (et eux seuls), il est possible d'utiliser le génitif pour marquer l'origine d'un mouvement (vom golof domao, la femme vient de la maison).
Deux cas supplémentaires sont cependant utilisés :
- Le vocatif, que l'on marque en ajoutant la préposition o au nom au nominatif (o blods, « ô frères »).
- Le prédicatif, que l'on marque en ajoutant -u (ekölom yani rediku, « il a peint la porte en rouge » ; ekölom yani redik, « il a peint la porte rouge »). Mais ce cas n'est que très rarement utilisé, et il est tout aussi correct de dire ekölom yani redik pour dire « il a peint la porte en rouge », mais dans ce cas la phrase est ambiguë[102].

L'usage de l'accusatif pour marquer le mouvement en modifiant les adverbes et le prédicatif sont absents du volapük classique.
Mais dès Schleyer, l'habitude était soit de rajouter un -i à la préposition, soit d'utiliser l'accusatif avec le substantif décliné pour préciser qu'il y avait mouvement. Ici donc, de Jong a sanctionné et clarifié une pratique. L'usage du vocatif existe dès Schleyer, mais il semble discuté, au moins par le très réformiste Kerckhoffs.

### Pronoms personnels
Les principaux pronoms personnels sont les suivants :
| Singulier | Singulier        | Pluriel | Pluriel      |
| Volapük   | Français         | Volapük | Français     |
| --------- | ---------------- | ------- | ------------ |
| ob        | je               | obs     | nous         |
| ol        | tu               | ols     | vous         |
| om        | il               | oms     | ils          |
| of        | elle             | ofs     | elles        |
| on        | il (neutre)      | ons     | ils (neutre) |
| os        | il (impersonnel) | oy      | on           |

Lesquels ont le même pluriel que les noms (-s) et se déclinent pareillement : olas « de vous ». Les pronoms et adjectifs possessifs en dérivent : olik = ola = ton.
Il y a par ailleurs :
- un pronom réfléchi, ok/oks : ex. Löfons okis « Ils s'aiment [chacun soi-même] ».
- un pronom réciproque, od/ods : ex. Löfons odis « Ils s'aiment l'un l'autre ».

Il existe encore deux pronoms personnels, mais presque jamais utilisés. Le premier, qui peut se trouver en poésie, est la personne de politesse, or/ors. Le deuxième est og/ogs, qui signifie « toi ou moi », mais, comme l'a écrit Ed Robertson, « ça n'a pas pris ».
L'usage des pronoms a sensiblement évolué avec la réforme d'Arie de Jong. Oy, or, ors et od sont des ajouts purs et simples. Mais certains ont aussi eu un sens légèrement différent : ainsi, oms était utilisé aussi bien pour un groupe d'hommes que pour un groupe mixte ; il faut maintenant utiliser le neutre ons pour les groupes mixtes. Os, qui est un neutre en volapük classique, est devenu impersonnel (il pleut = reinos). Cela fait partie des réformes antisexistes de de Jong.

### Adjectif et adverbe
L'adjectif se forme en ajoutant -ik au radical du nom.
Il ne s'accorde avec son nom correspondant que s'il est placé devant ou s'il en est séparé par tout autre mot :
löfob bukis jönik / löfob jönikis bukis / bukis löfob jönikis
j'aime les beaux livres
L'adverbe dérivé est invariable et s'obtient en suffixant -o à l'adjectif ou nom correspondant :
del = le jour
delik = quotidien
delo = par jour
deliko = quotidiennement
Si l'adverbe est invariable, il est possible, en intercalant une voyelle avant le -o, de préciser s'il y a mouvement :
dom = la maison
binob domo = je suis à la maison (sans mouvement)
golob domao = je pars de la maison (mouvement)
golob domio = je vais à la maison (mouvement)
Un adverbe finissant par -ao porte donc le sens d'origine, et par -io de destination.

### Comparatif et superlatif
Le comparatif d'égalité se forme avec l'adjectif précédé de so et suivi de äs (äsä si suivi d'un verbe). Le comparatif du supériorité se forme avec l'ajout de -um à la terminaison -ik de l'adjectif, suivi de ka (kas avant un verbe).
binol so yunik äs ob = tu es aussi jeune que moi
binol so yunik äsä jinol = tu es aussi jeune que tu en as l'air
binol yunikum ka ob = tu es plus jeune que moi
binol yunikum kas jinol = tu es plus jeune que tu en as l'air
Le superlatif se forme avec l'ajout de -ün à la terminaison -ik de l'adjectif, suivi du génitif.
binol yunikün manas = tu es le plus jeune des hommes

### Nombres
Les nombres ont subi un petit changement entre le système classique et le système moderne. Mais vu le systématisme des nombres, ce petit changement conduit à de grands bouleversements. Voici la version actuelle des nombres en volapük :
| ser | 0  |        |    |           |    |        |             |
| bal | 1  | degbal | 11 | teldegbal | 21 | foldeg | 40          |
| tel | 2  | degtel | 12 | teldegtel | 22 | luldeg | 50          |
| kil | 3  | degkil | 13 | teldegkil | 23 | mäldeg | 60          |
| fol | 4  | degfol | 14 | teldegfol | 24 | veldeg | 70          |
| lul | 5  | deglul | 15 | teldeglul | 25 | jöldeg | 80          |
| mäl | 6  | degmäl | 16 | teldegmäl | 26 | züldeg | 90          |
| vel | 7  | degvel | 17 | teldegvel | 27 | tum    | 100         |
| jöl | 8  | degjöl | 18 | teldegjöl | 28 | mil    | 1000 (10^3) |
| zül | 9  | degzül | 19 | teldegzül | 29 | balion | 10^6        |
| deg | 10 | teldeg | 20 | kildeg    | 30 | telion | 10^12       |
|     |    |        |    |           |    | kilion | 10^18       |

Le système est classique et simple. Ainsi, 4 876 329 se dira folbalion jöltumveldegmälmil kiltumteldegzül.
Pour les nombres inférieurs à 1, il faut utiliser ces mots, reconnaissables par l'utilisation du suffixe -im :
| 0,1      | = dim    |
| 0,01     | = zim    |
| 0,001    | = mim    |
| 0,0001   | = dimmim |
| 0,00001  | = zimmim |
| 0,000001 | = balyim |
Pour lire ou écrire ces nombres, il faut les lire comme des nombres entiers, et rajouter un de ces mots, par exemple :
0,345
kiltumfoldeglul mim
0,123456
tumteldegkilmil foltumluldegmäl balyim
Les numéros ordinaux sont marqués par le suffixe -id, les fractions par le suffixe -dil et la répétition ou la multiplication par -na.
Binos düp velid soara
Il est sept heures de l'après-midi
Foldils kil binons veldeglul zim
3/4 vaut 0,75
Ibinos visit folnaik ofa us
Ce fut sa quatrième visite ici
Folna fol binos degmäl
4 x 4 = 16
La petite modification qui a entraîné un chamboulement concerne les dizaines. En effet, pour dire « 20 », plutôt que de dire teldeg, il fallait simplement mettre la marque du pluriel (-s) à l'unité ; « 20 » se disait donc tels, et un -e- était ajouté pour faire la liaison, « 41 » se disait donc folsebal et non foldegbal. Le système fractionnel est aussi moderne.

### Système verbal
Le système verbal du volapük est plutôt compliqué, et il a été dit que chaque verbe pouvait revêtir 500 000 formes. C'est en effet possible en théorie, mais dans la pratique cela n'arrive jamais.
Voici un tableau résumant les différents affixes précisant aspect, mode, temps et personne du verbe volapük :
| Voix          | Temps                     | Radical                               | Personne                        | Mode             |
| ------------- | ------------------------- | ------------------------------------- | ------------------------------- | ---------------- |
| Active ∅-     | Présent ∅-                | (= verbe à l'infinitif moins « -ön ») | P1 -ob                          | Indicatif -∅     |
| Active ∅-     | Parfait e-                | (= verbe à l'infinitif moins « -ön ») | P2 -ol                          | Indicatif -∅     |
| Active ∅-     | Imparfait ä-              | (= verbe à l'infinitif moins « -ön ») | P3 -om (m), -of (f), -on (n)    | Impératif -öd    |
| Active ∅-     | Plus-que-parfait i-       | (= verbe à l'infinitif moins « -ön ») | P4 -obs                         | Optatif -ös      |
| Passive p(a)- | Futur o-                  | (= verbe à l'infinitif moins « -ön ») | P5 -ols                         | Conditionnel -öv |
| Passive p(a)- | Futur parfait u-          | (= verbe à l'infinitif moins « -ön ») | P6 -oms (m), -ofs (f), -ons (n) | Participe -öl    |
| Passive p(a)- | Futur du passé ö-         | (= verbe à l'infinitif moins « -ön ») | Impersonnel -os                 | Subjonctif --la  |
| Passive p(a)- | Futur parfait du passé ü- | (= verbe à l'infinitif moins « -ön ») | Indeterminé -oy                 | Subjonctif --la  |

#### Voix
Les deux voix du volapük sont les deux voix classiques, l'actif et le passif. La voix active n'est caractérisée par aucune marque, tandis que la voix passive est caractérisée par l'ajout de la lettre p- avant l'augment temporel. Si contrairement aux autres temps, le présent n'a pas d'augment temporel exprimé à la voix active, il en possède bien un, et celui-ci s'exprime toujours à la voix passive : un verbe au présent passif verra donc son radical précédé de pa- (p- pour le passif, et -a- pour le présent).
En volapük, le complément d'agent est fa.
Löfob moti obik
J'aime ma mère
Palöfob fa mot obik
Je suis aimé par ma mère
La voix moyenne n'existe pas en volapük à proprement parler. Les suffixes -ik et -ük peuvent cependant en jouer le rôle (cf. infra).

#### Temps
Le système temporel des verbes en volapük est très riche. Mais nous pouvons séparer les temps en deux catégories, le temps courants, et les temps rares.
Voici les temps courants :
- Le présent, avec augment « a » (non-marqué avec les verbes à la voix active[note 25]) ;
- Le futur, avec augment « o » ;
- L'imparfait, avec augment « ä » (utilisé pour parler du passé révolu) ;
- Le parfait, avec augment « e » (utilisé pour parler du passé ayant un lien avec le présent).

Et voilà les temps plus rares :
- Le futur parfait, marqué par l'augment « u » (utilisé pour parler d'un futur ayant déjà eu lieu[112]) ;
- Le plus-que-parfait, marqué par l'augment « i » (utilisé pour parler d'un passé plus lointain que l'imparfait[113]) ;
- Le futur du passé, marqué par l'augment « ö » (utilisé pour parler de ce que dans le passé, un personnage pensait être le futur, et qui a pu encore ne pas arriver et pouvait donc arriver encore : äkredom, das öreinos, « il croyait qu'il allait pleuvoir »[114]) ;
- Le futur parfait du passé, marqué par l'augment « ü » (utilisé pour parler de ce que dans le passé, un personnage pensait être le futur, et qui, si ça n'a pas eu lieu, ne peut plus avoir lieu : äcedob, das üfinükol bü mudel, « je pensais que tu aurais fini — complètement — avant lundi »[114]).

Pour mieux comprendre les différents temps et leurs relations, il est possible de les insérer dans un tableau à double entrée :
|                                  | Imparfait (nefinik)   | Parfait (finik)               |
| -------------------------------- | --------------------- | ----------------------------- |
| Présent (presenatim)             | Présent vokob         | Parfait evokob                |
| Passé (pasetatim)                | Imparfait ävokob      | Plus-que-parfait ivokob       |
| Futur (fütüratim)                | Futur ovokob          | Futur parfait uvokob          |
| Futur du passé (pasetofütüratim) | Futur du passé övokob | Futur parfait du passé üvokob |

#### Personnes
Les personnes sont en fait marquées par la suffixation de la majorité des pronoms personnels. Seuls ok(s), od(s), or(s) et og(s) n'existent qu'à la forme pronominale.

#### Modes
Il existe 6 modes en volapük. Il s'agit de :
- L'indicatif, non-marqué ;
- L'impératif, marqué par le suffixe -öd ;
- L'optatif, marqué par le suffixe -ös, est un impératif plus poli, moins rude[111], et peut être traduit en français par « veuillez (+ inf.) » : deükolös nami olik de küid obik = « veuillez ôter votre main de ma cuisse » ;
- Le conditionnel, marqué par le suffixe -öv ;
- Le subjonctif, marqué par l'ajout de la, qui est précédé d'un tiret et qui « est seulement utilisé lorsque c'est à quelque chose de ridicule ou d'inimaginablement improbable qu'il est fait référence[116] ».

Vilol-la das ogivob ole dolaris lul! Drimol!
Tu veux que MOI, je te donne cinq dollars ! Tu rêves !
Tous ces modes nécessitent l'usage de la marque de la personne, contrairement aux participes et à l'infinitif.
Le participe, marqué par le préfixe -öl, s'utilise comme un adjectif. Il peut prendre le préfixe de temps et de voix. Comme tout adjectif, il est possible, par l'ajout d'un -o, de l'adverbialiser (gérondif) (comme l'espéranto manĝante, ou le kotava etuson).
Ovisitob oli ün vig okömöl
Je te rendrai visite la semaine prochaine (litt. la semaine « viendrante », c'est-à-dire « venante » au futur)
Ägolölo ve süt, älogob fleni bäldik oba
Allant [ou, moins littéralement, « comme j'allais »] le long de la route, je vis un vieil ami à moi
L'infinitif, marqué par le suffixe -ön, est assimilable à un mode. Lorsque l'infinitif est inséré dans un syntagme signifiant « afin de », il faut utiliser la particule ad :
Fidobs ad lifön
Nous mangeons pour vivre

#### Autres marques
Pour former une question dans une phrase contenant un verbe, il faut lui ajouter la particule -li.
Äreidol-li gramati Volapüka?
As-tu lu la grammaire du volapük ?
Comme en espéranto, la transitivité d'un verbe dépend de sa racine, mais il est possible de la modifier par des suffixes : -ik rend un verbe transitif intransitif, et -ük rend un verbe intransitif transitif. Ce suffixe s'insère avant les marques de personne et de mode.
| Seadom su stul.         | Il est assis sur une chaise.       |
| Seadükom cili sui stul. | Il assoit l'enfant sur une chaise. |
|                         |                                    |
| Eperom moni okik.       | Il a perdu sa monnaie.             |
| Mon omik eperikon.      | Sa monnaie est perdue.             |
Comme en espéranto toujours, il est possible d'utiliser -ik avec un verbe déjà intransitif ou -ük avec un verbe déjà transitif. Dans ce cas-là, il en résulte une sorte de voix moyenne ou de causatif :
Äseadikom sui stul.
Il s'assit sur la chaise.
Man päperükom moni oki fa briet.
L'homme a perdu sa monnaie à cause de l'ébriété.
L'ébriété a causé à l'homme la perte de sa monnaie.

#### Modifications apportées par de Jong
C'est peut-être dans le système verbal que de Jong a le plus modifié le volapük, en plus des changements du système des pronoms personnels qui, puisqu'ils sont repris comme marqueurs de personne, modifient aussi le système verbal.
Il a supprimé un aspect, l'aoriste, qui était marqué par l'usage d'un -i- entre la marque de temps et la racine (olödob > oilödob) et un mode, le jussif, marqué par le suffixe -öz, qui était plus fort encore que l'impératif. Auguste Kerckhoffs, à l'époque de Schleyer, avait pour sa part défendu la réduction des impératifs à une seule forme et était opposé à l'aoriste.
Sans l'avoir supprimé réellement, de Jong a aussi modifié le subjonctif, qui était beaucoup plus utilisé auparavant. C'est peut-être plus la raison pour laquelle le subjonctif est le seul mode séparé du verbe par un tiret. La plupart des autres changements grammaticaux ont consisté à supprimer ou ajouter des formes. Mais ici, il a modifié le sens du subjonctif ; pour bien différencier le subjonctif schleyerien du subjonctif révisé, de Jong a peut-être décidé d'en modifier la graphie.
Enfin, il a aussi ajouté deux temps qui n'existaient pas, le futur du passé et le futur parfait du passé.

### Détermination
Il n'existe normalement pas d'article en volapük. Ainsi, pod peut signifier « pomme », « une pomme » ou « la pomme ». Mais, pour décliner les mots non-déclinables, l'article el peut être utilisé :
Kanobs logön eli Sputnik me daleskop.
Nous pouvons voir Spoutnik avec un télescope.
Ici, eli marque le fait que « Spoutnik » devrait être à l'accusatif. En plus des cas, on peut ajouter à el toutes sortes de préfixes et de suffixes (par exemple, si le nom propre est porté par un être de sexe féminin, on peut ajouter le préfixe ji-, pour donner jiel).
Cet usage de el n'existait pas en volapük classique, même si ce mot existait déjà du temps de Schleyer, comme le prouve cette citation de la grammaire de Kerckhoffs :

« 3. - M. Schleyer a proposé d'employer un article indéfini el, chaque fois que la clarté du style l'exige impérieusement, p. ex., le moi, el ob ou ob el. »

## Lexique

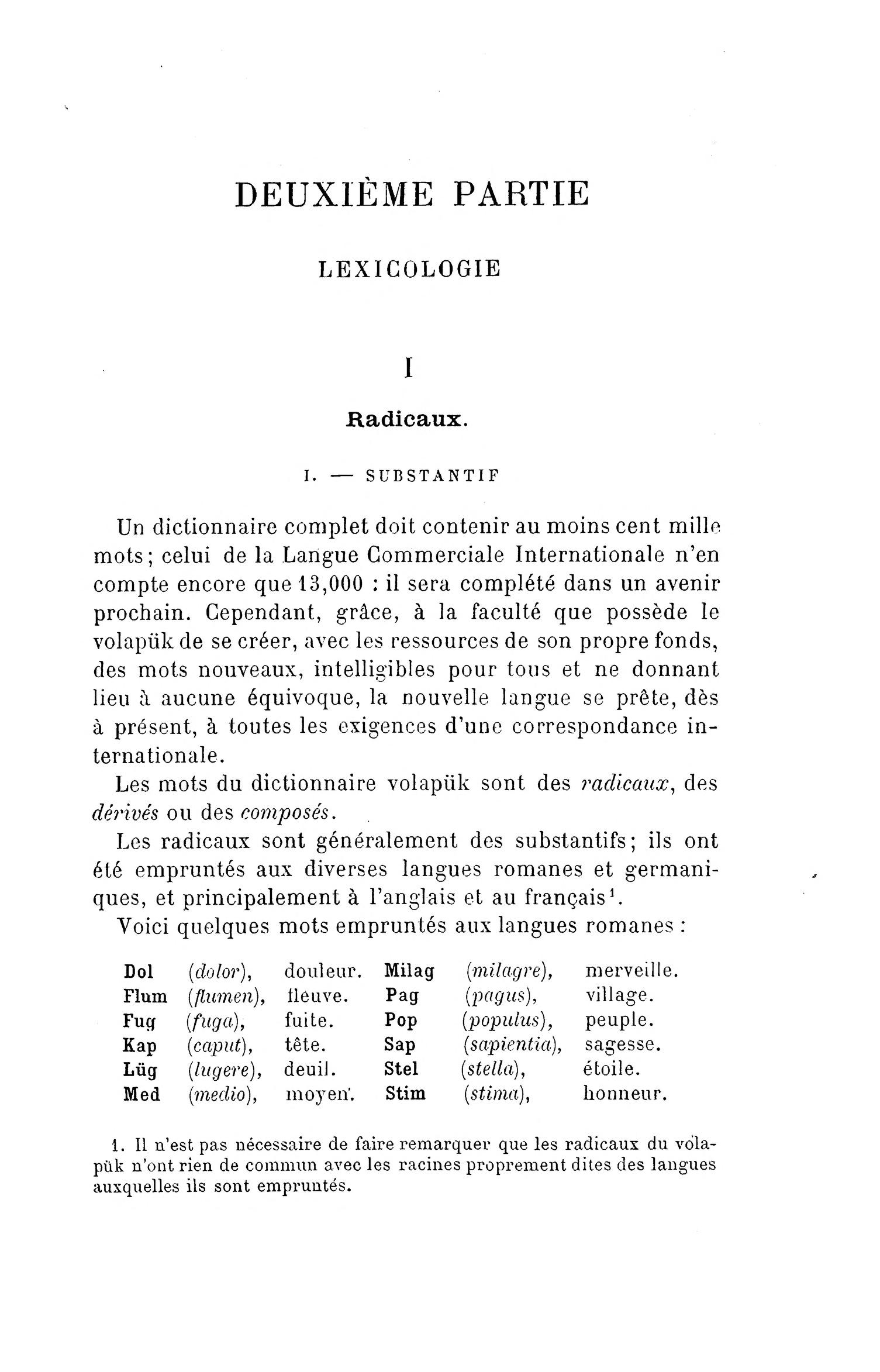
.

### Sources et importation

#### Noms communs
Le volapük est une langue construite mixte (il est même devenu le paradigme de cette catégorie) dont le vocabulaire est dit « à racines naturelles déformées ». Ses racines proviennent selon Smith principalement de l'anglais, et pour le reste de l'allemand et des langues romanes ; selon Blanke, en premier lieu de l'anglais et du latin, et, en second lieu, de l'allemand et du français.
Ces déformations obéissent à des règles :
- Chaque racine (substantif) doit obligatoirement commencer et se terminer par une consonne ;
- En volapük classique, la lettre « r » était proscrite, remplacée le plus souvent par « l » ;
- Chaque racine doit être la plus courte possible (ainsi plim vient du français « compliment ») ;
- Chaque racine doit être unique, les homonymes étant évités.

Certaines racines en deviennent méconnaissables, lorsqu'elles subissent plusieurs transformations. Couturat et Leau donnent l'exemple de jim (ciseaux). Le mot d'origine est l'allemand Schere, qui, en volapük, donnerait *jer ; le « r » étant alors proscrit, il se transforme en jel, qui signifie déjà « protection » ; il devient alors jil qui signifie « femelle » ; il subit sa dernière transformation, en devenant jim. Mais de Schere à jim, seul le son /ʃ/ survit.

#### Noms propres
Certains noms propres, par exemple ceux de pays, subissent cette assimilation, même si, surtout en volapük moderne, le critère de brièveté est moins respecté. Pour ceux qui n'ont pas de forme assimilée « canonique », il n'y a pas de règle absolue. L'usage veut que le mot soit gardé le plus possible proche de sa forme originelle, mais précédée par l'article el ; c'est sur cet article que sera portée la déclinaison. Le nom propre est aussi caractérisé en ajoutant des suffixes et des préfixes à l'article ; si un nom commun qualifie le nom propre, el n'est pas obligatoire. Il est utilisé enfin avant les titres, même en volapük, et les noms communs étrangers.
Ätuvob no traduti ela „essen“ in el „Vödabuk Volapüka pro Deutänapükans“ hiela Arie de Jong, kel binon in bukem zifa Strasbourg.
Je n'ai pas trouvé la traduction de « essen » dans le Vödabuk Volapüka pro Deutänapükans de Arie de Jong qui est dans une bibliothèque de Strasbourg.
En volapük classique, les volapükistes allemands avaient l'habitude de rendre la prononciation du nom en volapük dans l'alphabet phonétique de 1878, et Schleyer lui-même signait « Jleyer Yo'ann Martin », ce que les volapükistes suivant Kerckhoffs refusaient de faire.

### Prépositions, conjonctions et interjections
Il existe deux sortes de prépositions, de conjonctions et d'interjections : celles qui le sont primitivement, et qu'aucun marqueur particulier ne précise ; et celles qui le sont par dérivation et qui sont marquées soit par -ü (prépositions), soit par -ä (conjonctions), soit par -ö pour les interjections.
| Nil  | Proximité |        | Nilü      | Près de |
| Kod  | Cause     | Kodä   | Parce que |         |
| Seil | Silence   | Seilö! | Silence ! |         |

### Formation des mots
Le volapük utilise beaucoup la composition des racines pour créer de nouveaux mots ; c'est toujours un substantif qui sert de mot-souche. Comme en espéranto, l'élément déterminant vient avant l'élément déterminé : le volapük est à cet égard une langue centripète.
Pokamon
Argent de poche
Monapok
Poche à argent
(de pok, la poche et mon, l'argent)
Si, la plupart du temps, c'est le génitif qui lie les racines (-a-), il est possible aussi de les lier avec l'accusatif (-i-) ou l'adverbe (-o-) entraînant des nuances de sens :
| Motalöf | Amour maternel | Amour par une mère    |
| Motilöf | Amour maternel | Amour envers une mère |
| Motolöf | Amour maternel | Amour comme une mère  |

Par contre, aucune voyelle de liaison n'est utilisée lorsque la racine est précédée d'un nombre (foldil, quatrième) ou d'une préposition (lügolön, s'approcher de, litt. vers-aller) ; ou lorsque le lien entre deux racines est le fait d'une conjonction (pluuneplu, plus-ou-moins).
Si la formation se fait avec un substantif, il est toujours possible de verbaliser de telles constructions. Ainsi, avec tid, l'enseignement, et pük, la langue, il est possible de former pükitid, l'enseignement de langue ; ce substantif peut être verbalisé, ce qui donnera pükitidön, enseigner une ou des langue(s).
En plus de la composition, le volapük utilise (mais beaucoup moins qu'au XIXe siècle, parce que le nombre de racines disponibles est plus grand) de nombreux affixes. Par exemple le préfixe fi- signifie « jusqu'à la fin » (mekön, faire ; fimekön, terminer) et le suffixe -av qualifie les sciences et les disciplines (god, dieu ; godav, théologie).

### Différences entre volapük classique et moderne
Arie de Jong modifia les racines du volapük principalement sur trois points :
- il réintroduisit le « r », donnant à certains mots[note 30] un aspect plus proche de l'étymon (par exemple, pluie se dit « rein » en volapük moderne, ce qui est plus proche de l'étymon, l'anglais rain, que le classique « lilöm ») ;
- il chercha à supprimer les isométries, nombreuses en volapük classique[135] (par exemple lemel signifiait à la fois « océan », de le-mel, grande mer, et « acheteur », de lem-el, acheter-personne ; aujourd'hui, la nouvelle racine sean a été ajoutée[note 31], et « acheteur » se dirait plutôt reman, le suffixe -el étant dorénavant réservé aux fabricants[66]), par la création de nouvelles racines et la redéfinition de certains affixes ;
- il créa de nouvelles racines, soit pour rendre compte d'avancées technologiques, soit pour adopter des racines plus internationales.

Les noms propres aussi furent volapükisés avec plus de régularité (Litaliyän à la place de Täl pour Italie) ; et les (rares) exceptions à la règle selon laquelle tout substantif commence et se termine par une consonne, supprimées (Égypte se dit désormais Lägüptän et plus Ägüptän).

## Exemples

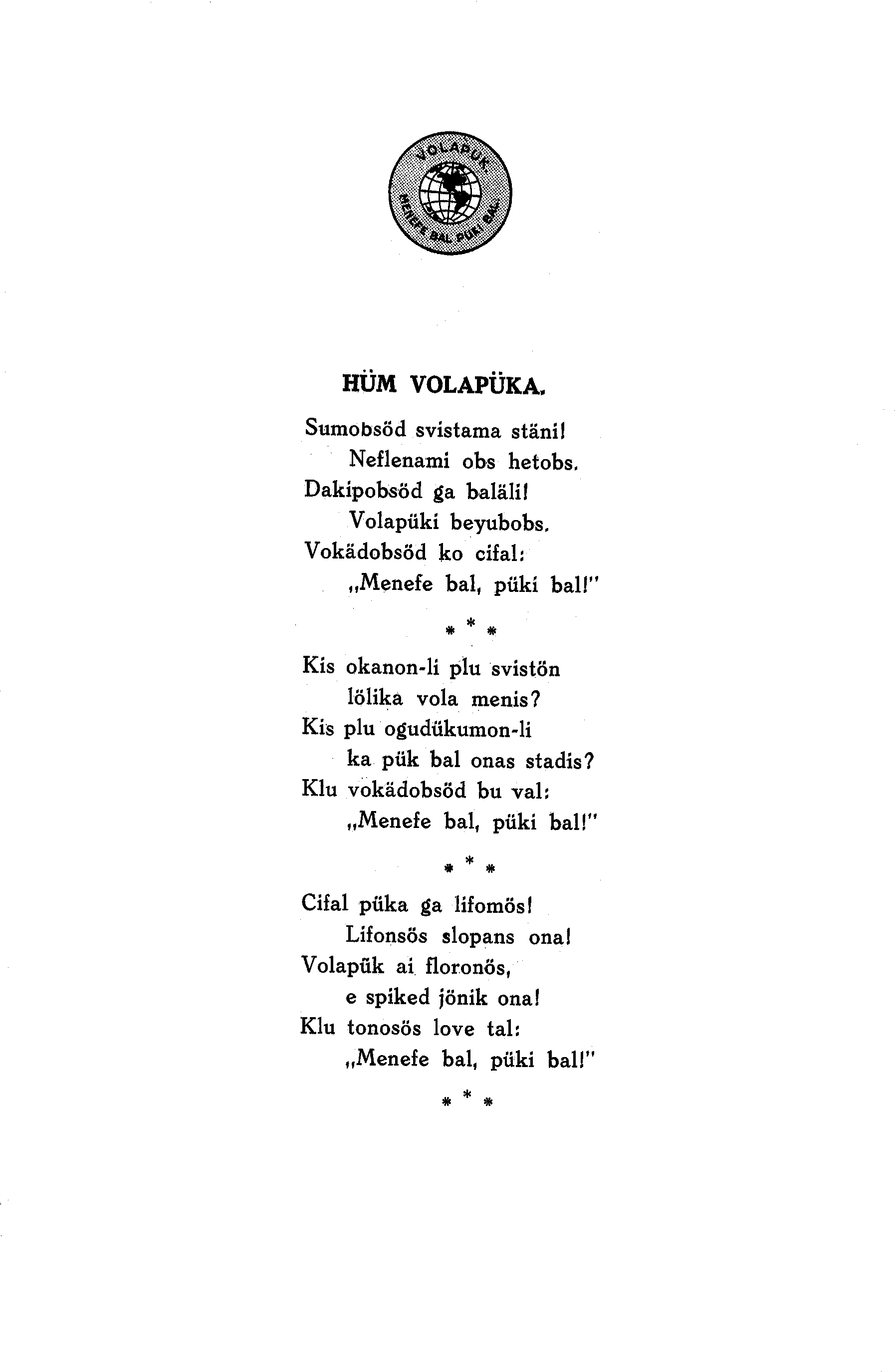
L'hymne du volapük, dans sa version réformée.

| Texte original | Prononciation (API) | Traduction littérale |
| --- | --- | --- |
| Sumolsöd stäni blodäla! Dikodi valik hetobs; Tönöls jüli baladäla Volapüke kosyubobs, Vokobsöz ko datuval: „Menade bal, püki bal!“ | sumolsød stɛni blodɛlɑ dikodi valik hetobs tønøls ʃyli bɑlɑdɛlɑ volɑpyke kosjubobs vokobsøt͡s ko dɑtuvɑl menɑde bɑl pyki bɑl | Prenez le drapeau de l'esprit fraternel! Nous haïssons tout conflit ; Tenant ferme l'école de l'esprit d'union Nous jubilons en rencontrant le volapük, Nous devons appeler avec l'Inventeur : « Pour une humanité, une langue ! » |

| Texte original | Prononciation (API) | Traduction littérale |
| --- | --- | --- |
| Sumobsöd svistama stäni! Neflenami obs hetobs. Dakipobsöd ga baläli! Volapüki beyubobs. Vokädobsöd ko cifal: „Menefe bal, püki bal!“ | sumobsød svistɑmɑ stɛni neflenɑmi obs hetobs dɑkipobsød gɑ bɑlɛli volɑpyki bejubobs vokɛdobsød ko t͡ʃifɑl menefe bɑl pyki bɑl | Prenons le drapeau de la fraternité ! Nous, nous haïssons l'inimitié. Tenons fermement l'esprit d'unité ! Nous nous réjouissons du volapük. Écrions-nous avec le Cifal : « Pour une humanité, une langue ! » |

| Français | Volapük                             | Prononciation (API) | Étymologie      |
| -------- | ----------------------------------- | ------------------- | --------------- |
| terre    | tal (classique) tail (moderne)      | tɑl tɑil            | terra (latin)   |
| ciel     | sil                                 | sil                 | ciel (français) |
| eau      | vat                                 | vɑt                 | water (anglais) |
| feu      | fil                                 | fil                 | fire (anglais)  |
| homme    | man                                 | mɑn                 | Mann (allemand) |
| femme    | vom                                 | vom                 | woman (anglais) |
| manger   | fidön                               | fidøn               | feed (anglais)  |
| boire    | dlinön (classique) drinön (moderne) | dlinøn drinøn       | drink (anglais) |
| grand    | gletik (classique) gretik (moderne) | gletik gretik       | great (anglais) |
| petit    | smalik                              | smɑlik              | small (anglais) |
| nuit     | neit                                | neit                | night (anglais) |
| jour     | del                                 | del                 | day (anglais)   |

### Volapük classique

#### Sources primaires
- (de + eo) Reinhard Haupenthal (édition et traduction), Unua Volapük-kongreso: Friedrichshafen, Aŭgusto 1884 / Der erste Volapük-Kongreß, Friedrichshafen, August 1884 : Dokumentoj kaj komentoj / Dokumente und Kommentare, Saarbrücken, Iltis, 1984.
- [Kerckhoffs 1887a] (fr + vo) Auguste Kerckhoffs, Dictionnaire volapük-français et français-volapük précédé d'une grammaire complète de la langue, Paris, Le Soudier, 1887 (lire en ligne [PDF]).
- [Kerckhoffs 1887b] Auguste Kerckhoffs, Cours complet de volapük contenant des thèmes et des versions, avec corrigés et avec un vocabulaire de 2500 mots, Paris, Le Soudier, 1887, 8e éd. (1re éd. 1886) (lire en ligne [PDF]).
- (vo) Auguste Kerckhoffs, Yelabuk pedipedelas, Paris, Le Soudier, 1889.
- (de) Julius Lott, Die Kunst, die internationale Verkehrssprache „Volapük“ schnell zu erlernen., Wien, Pest, Leipzig, A. Hartleben’s Verlag., coll. « Die Kunst der Polyglottie » (no 13), 1888 (lire en ligne)
- (de) Johann M. Schleyer, Volapük. Die Weltsprache : Entwurf einer Universalsprache für alle Gebildete der ganzen Erde, Sigmaringen, Tappen, 1880.
- (de) Johann M. Schleyer, Meine Biographie, Saarbrücken, Iltis, 2008 (1re éd. 1880).
- [Schleyer 1884a] (de) Johann M. Schleyer, Grammatik der Universàlspràche für alle gebildete Erdbewòner nebst kurzem Wörterbuche, Überlingen ab Bodensè, 1884 (lire en ligne [PDF]).
- [Schleyer 1884b] Johann M. Schleyer, Exposé des principes de la langue universelle ou volapꞟk de J.M. Schleyer, Lizelsteten, 1884 (lire en ligne [PDF]).
- (de + vo) Johann M. Schleyer, Groſses Wörterbuch der Universalsprache volapük, Konstanz am Bodensee, Zentralbüro der Weltsprache, 1888 (lire en ligne [PDF]).

#### Littérature secondaire
- (eo) Jean-Claude Caraco, « Auguste Kerckhoffs (1835-1903) kaj lia rolo en la Volapük-movado », dans Menade bal püki bal : Festschrift zum 50. Geburtstag von Reinhard Haupenthal / Festlibro por la 50a naskiĝtago de Reinhard Haupenthal, Saarbrücken, Iltis, 1998.
- Louis Couturat et Léopold Leau, Histoire de la langue universelle, Paris, Hachette, 1907, 2e éd. (1re éd. 1903) (lire en ligne [PDF]), p. 128-163.
- (eo) Ernst Drezen, Historio de la mondolingvo : Tri jarcentoj da serĉado, Leipzig, Ekrelo, 1931, 2e éd. (lire en ligne [PDF]), p. 98-109.
- (en) Roberto Garvía, Esperanto and Its Rivals : The Struggle for an International Language, Philadelphie, University of Pennsylvania Press, coll. « Haney Foundation Series », 2015 (ISBN 9780812247107, lire en ligne [PDF]).
- (eo) Neves Gonçalo, Zamenhof kaj Volapük, Bad Bellingen, Iltis, 2012 (ISBN 9783932807985).
- (eo) Reinhard Haupenthal, « Kion Kerckhoffs skribis al Schleyer », Dialogo, vol. 13, no 1,‎ 1985, p. 19-20.
- (de) Reinhard Haupenthal, « Johann Martin Schleyer (1831-1912) und seine Plansprache Volapük », dans Zwischen Utopie und Wirklichkeit : Konstruierte Sprachen für die globalisierte Welt. Begleitband zur Ausstellung an der Bayerischen Staatbibliothek (14. Juni bis 9. September 2012), Munich, Allitera - Bayerische StaatsBibliothek, coll. « Bayerische Staatsbibliothek. Ausstellungskataloge » (no 85), 2012 (ISBN 9783869063102).
- (de) Reinhard Haupenthal, Über die Startbedingungen zweier Plansprachen : Schleyers Volapük (1879/80) und Zamenhofs Esperanto (1887), Bad Bellingen, Iltis, 2013, 2e éd. (ISBN 9783943341027).
- (de) Rupert Kniele, Das erste Jahrzehnt der Weltsprache Volapük : Entstehung und Entwicklung von Volapük in den einzelnen Jahren, nebst Uebersicht über den heutigen Stand der Weltsprache, Weltspracheklubs u. s. w., Überlingen, A. Schoy, 1889 (lire sur Wikisource) (réédité avec des indices de R. Haupenthal à Sarrebruck chez Iltis en 1989).
- Jean-Claude Lescure, Un imaginaire transnational ? : Volapük et Espéranto vers 1880-1939 (Habilitation à diriger des recherches en histoire soutenue à l'Institut des études politiques de Paris sous la direction de Pierre Milza), 1999, 4 volumes.
- Jean-Claude Lescure, « Volapük et espéranto à la conquête de l'Asie », dans Paul Servais (éd.), Entre mer de Chine et Europe : Migration des savoirs, transfert des connaissances, transmission des sagesses du 17e au 21e siècle. Actes des Journées de l'Orient 2009, Louvain-la-Neuve, Harmattan - Academia, coll. « Rencontres Orient-Occident » (no 13), 2011 (ISBN 9782806100382), p. 95-108.
- (en) Arden Smith, « A mixed IAL: Volapük », dans Michael Adams, From Elvish to Klingon : Exploring Invented Languages, Oxford, Oxford University Press, 2011 (ISBN 9780192807090, lire en ligne [PDF]).

### Volapük moderne (ou les deux)

#### Sources primaires
- (eo) Brian Bishop, Gramat smalik Volapüka medü pük Esperanto / Malgranda gramatiko de Volapuko per Esperanto, mars 2015, 3e éd. (1re éd. 1978) (lire en ligne [PDF]).
- (eo) André Cherpillod, Konciza gramatiko de Volapuko / Gramat brefik Volapüka, Courgenard, Chez l'auteur, 1995.
- (eo + vo) André Cherpillod, Vortaro Volapük-Esperanto kaj Esperanto-Volapük / Vödabuk Volapük-Sperantapük e Sperantapük-Volapük, Courgenard, La Blanchetière, 2003.
- [de Jong 2012a] (vo) Arie de Jong, Gramat Volapüka, Cathair na Mart, Evertype, 2012 (1re éd. 1931) (ISBN 9781904808947, présentation en ligne).
- [de Jong 2012b] (de + vo) Arie de Jong, Wörterbuch der Weltsprache für Deutschsprechende / Vödabuk Volapüka pro Deutänapükans, Cathair na Mart, Evertype, 2012 (1re éd. 1931) (ISBN 9781904808893, présentation en ligne).
- (en) Ed Robertson, An Introduction to Volapük, février 1994 (lire en ligne [txt])[note 37].
- (de) Johann Schmidt, Liste der Volapük-Verbände und Vereine, Saarbrücken, Iltis, 2005.
- (de) Johann Schmidt, Volapük-Bibliographie, Saarbrücken, Iltis, 2008.

#### Littérature secondaire
- (eo) Brian Bishop, « La ĉifaloj de Volapük », dans Menade bal püki bal : Festschrift zum 50. Geburtstag von Reinhard Haupenthal / Festlibro por la 50a naskiĝtago de Reinhard Haupenthal, Saarbrücken, Iltis, 1998, p. 375-390.
- (en) Detlev Blanke, « Planned Languages - A Survey of Some of the Main Problems », dans Klaus Schubert, Interlinguistics : Aspects of the Science of Planned Languages, Berlin-New York, Mouton de Gruyter, coll. « Trends in Linguistics / Studies and Monographs » (no 42), 1989 (ISBN 3110119102).
- (en) Bernard Golden, « Conservation of the Heritage of Volapük », Language Problems and Language Planning, vol. 11, no 3,‎ 1987, p. 361-367 (ISSN 0272-2690).
- Marcel Monnerot-Dumaine, Précis d'interlinguistique générale et spéciale, Paris, Maloine, 1960.
- (io) Robert Pontnau, « Pri la nuna stato dil Volapük-movado », Progreso, vol. 338,‎ 2007, p. 24-25 (ISSN 0048-5489).
- (en) Ed Robertson, « Arie de Jong's Revision of Volapük (1931) », Journal of Planned Languages, vol. 21,‎ 1995 (ISSN 1066-2545, lire en ligne [html], consulté le 7 octobre 2015).
- (vo) Johann Schmidt, Jenotem valemapüka „Volapük“, Voorburg, Repko, 1964 (lire sur Wikisource) (paru pour la première fois dans la revue Volapükagased pro Nedänapükans d'Amsterdam entre 1961 et 1962).
  - (eo) Johann Schmidt (trad. du volapük par Philippe Combot), Historio de la universala lingvo Volapuko [« Jenotem valemapüka „Volapük“ »], Courgenard, Chez André Cherpillod, 1996.
  - (de) Johann Schmidt (trad. du volapük par Reinhard Haupenthal), Geschichte der Universalsprache Volapük [« Jenotem valemapüka „Volapük“ »], Saarbrücken, Iltis, 1998, 2e éd..
- (eo) Robert Thomann (trad. du volapük par Tazio Carlevaro), « Origino, starigo kaj hodiaŭa stato de la Volapüka Lingvo-Akademio », Monata cirkulero, vol. 121,‎ 1980, p. 3-7.